# اعتراضات دی ۱۳۹۶ ایران
اعتراضات دی ۱۳۹۶ ایران مجموعه‌ای از اعتراضات رهبری‌نشدهٔ مردمی و ضدحکومتی در سراسر ایران بود که از ۷ دی ۱۳۹۶ از مشهد و شهرهای بزرگ استان خراسان آغاز شد. فراخوان شرکت در این تظاهرات که در آغاز «نه به گرانی» (پویش اعتراضات و تجمع مردمی) و اعتراض به سیاست‌های دولت حسن روحانی نامیده شد، در شبکه‌های اجتماعی انجام گرفت. ابتدا با خواست‌هایی اقتصادی، علیه فساد جاری در دولت ایران و میزان بالای بیکاری بود؛ امّا با فراخوان‌های بیشتر، دامنهٔ همگانی آن فراتر از مشکلات اقتصادی رفت و مخالفت‌ها با نظام سیاسی ایران به‌ویژه علیه ولایت فقیه و مقام‌دار آن، علی خامنه‌ای را نیز دربر گرفت.
«تنفر» از جمهوری اسلامی ایران در میان معترضان، یکی از عوامل اصلی این اعتراضات در نظر گرفته شده و اقدامات و شعارهای ساختارشکن و تخریب‌گر، نشان از وجود «تنفر» دارد. «نداشتن مطالبهٔ مشخص»، «شروع حرکت از پیرامون به مرکز» از دیگر خصلت‌های این اعتراضات است. از دیگر ویژگی‌های مهم این اعتراضات این است که برخلاف سال‌های ۱۳۷۸ و ۱۳۸۸، اصلاح‌طلبان پشت آن نبودند. گستردگی و پراکندگی در کشور و ماهیت ضدحکومتی، از ویژگی‌های آن هستند. این حرکت مداوم برخلاف انقلاب ۱۳۵۷ کاملاً مبری از ایدهٔ دینی بود.
این تظاهرات بی‌بهره از ساختار رهبری بود و نیرویی متوازن‌کننده که بتواند نقش واسطه را میان معترضان و حکومت بازی کند، وجود نداشته است. بنابراین معترضان در وسط خیابان تصمیم می‌گرفتند که چه شعاری بدهند و تا کجا پیشروی کنند. بعضی از دیدگاه‌ها بیان کردند که دغدغه‌های اصلی تظاهرکنندگان، مشکلات روزمرهٔ اقتصادی است؛ امّا به‌نظر می‌رسد از نظر برخی تظاهرکنندگان، کوچک‌ترین مسائل هم در چارچوب تنگ سیاسی نظام حاکم قابل حل نیستند.
غلامحسین محسنی اژه‌ای، سخنگوی قوه قضائیه، تعداد کشته‌شدگان اعتراضات را ۲۵ تن اعلام کرد و نیز از مرگ دو زندانی در زندان‌های اوین و اراک خبر داد.
امّا جواد کریمی قدوسی، عضو کمیسیون امنیت ملّی در مجلس، بعدها در یک سخنرانی تعداد کشته‌شدگان را ۵۴ نفر اعلام کرد. عبدالرضا رحمانی فضلی، وزیر کشور، بر اساس گزارشی که از سوی شورای عالی امنیت ملی جمهوری اسلامی ایران تهیه شده و با استناد به گزارش‌های دستگاه‌های اطلاعاتی، امنیتی و انتظامی، عوامل نارضایتی‌ها را داخلی و بدون هیچ‌گونه دخالت از خارج کشور عنوان کرد و گفت: «یک جرقه کافی است تا اعتراضات شعله‌ور شود.» رحمانی فضلی تعداد بازداشت‌شدگان را بیش از ۵ هزار نفر خواند و گفت، تظاهرات به سرعت در روزهای ابتدایی به ۱۰۰ شهر رسید و در ۴۲ شهر هم درگیری اتفاق افتاد.
طی این تظاهرات گسترده ۶۰ دفتر امام جمعه در سراسر کشور تخریب و به آتش کشیده شد. علی ربیعی در مصاحبه‌ای گفت: «ناآرامی‌های دی‌ماه ۱۶۰ شهر را دربر گرفت.»

## زمینه‌ها
به گفتهٔ جمشید برزگر در بی‌بی‌سی فارسی، افراد متعلق به طبقهٔ فرودست و بخشی از طبقه متوسط که ضعیف‌تر شدند، خصوصاً جوانانی که از لحاظ اقتصادی، اجتماعی و سیاسی چشم‌انداز روشنی در آینده نداشتند، باعث شکل‌گیری اعتراضات شده‌اند. او درک مطالبات معترضان را سخت دانست. معترصان، برخلاف اعتراضات ۱۳۸۸، اکثراً از قشر فقیر جامعه و اقشاری بودند که احساس می‌کردند از طرف نخبگان فاسد نادیده گرفته شده‌اند. در این اعتراضات نظام حاکمه ایران برخلاف سال ۱۳۸۸ با روشنفکران و قشر متوسط شهرنشین طرف نبود، بلکه این اعتراضات از لایه‌های عمیق‌تر و گسترده‌تری نشئت می‌گرفت. علیرضا نادر تحلیلگر ارشد مؤسسه رَند می‌گوید: «این اعتراضات از دل مستضعفین و محرومان برخاسته است، اگرچه حضور طبقه متوسط شهرنشین نیز مشاهده می‌شود». سید احمد علم‌الهدی، امام جمعه مشهد، پیش از آغاز اعتراضات گفته بود «اگر بنا شد سطح گرانی برود بالا و در عین حال مردم زندگی‌شان تأمین نشود، مردم حق دارند مطالبه کنند و بخواهند عزیزان مسوول ما به مطالبات مردم توجه کنند که کارد به استخوان‌شان نرسد تا وسط خیابان فریاد بزنند.»
آصف بیات معتقد است که اعتراضات ۱۳۹۶ ایران یک خیزش مردمی فوق‌العاده بود. هسته مرکزی آن «طبقه متوسط فرودست» بود. این طبقه برآشفته، محصول دوره‌ای نولیبرال است که در آن رفاه مردم به امان خدایان بازار رها شد. این طبقه از فرصت‌های آموزشی بهره برد، اما در بازار کار ناکام ماند؛ انتظارات آن‌ها بالا است، اما معیشت آن‌ها متزلزل‌تر از قبل است. این طبقه بی‌توهم و بی‌قرار با وضعیتی متمایز از طبقه متوسط و فرودستان، مقامات لاقید را نگران کرده است. این اعتراضات توسط گروهی عظیم از جوانانی شکل گرفت که محصول فرصت‌های آموزشی توسعه‌یافته، شهری شدن و آزادسازی‌های اقتصادی وحشیانه بودند. ویژگی که دربارهٔ این طبقه وجود دارد این است که آن‌ها دارای مدارج دانشگاهی هستند، از شبکه‌های اجتماعی به خوبی سر درمی‌آورند، از اوضاع جهان شناخت دارند، و رؤیای یک زندگی طبقه متوسطی را در سر می‌پرورانند. اما محرومیت اقتصادی، آن‌ها را به سمت زندگی فرودستان سنتی در محلات فقیرنشین حاشیه شهر و سکونت‌گاه‌های غیرقانونی، و زیست متکی بر حمایت خانواده و مشاغل دون پایه و تا حد زیادی عاریتی سوق داده است.
جامعه‌شناس مجید محمدی سه نظریه را پیش‌زمینهٔ این اعتراض مردمی عنوان کرده است: «فساد»، «وضعیت معیشتی» و «استبداد دینی». به نظر وی اعتراض به استبداد دینی برجسته‌ترین وجه این اعتراض و فریاد نامیدی مردم ایران است؛ زیرا مردم معترض، حکومت ولایت فقیه را مصر بر حفظ وضع موجود می‌دانند، و از اصلاح آن مأیوس شده‌اند. محمدی بر این باور است به دلیل این‌که در ایران، دولت در همهٔ حیطه‌ها حضور دارد، هر اعتراضی سیاسی است چون معیشت و سیاست در هم آمیخته‌اند. به گفتهٔ او وقتی فرماندهان سپاه رستوران و شیرینی‌فروشی دارند اعتراض به آن‌ها نیز سیاسی می‌شود.
احمد توکلی اعتراضات را قابل پیش‌بینی و در نتیجه سه عامل: اتخاذ سیاست‌های خشن تعدیل صندوق بین‌المللی پول، دوم سستی و رخوت دولتی‌ها در رفع مشکلات معیشتی و نهایتاً بی‌اعتنائی به مردم و فرار از شفافیت و پاسخگوئی در قبال تصمیماتی که گرفته می‌شود می‌داند. توماس اردبرینک، خبرنگار نیویورک تایمز در تهران در ۲۹ دسامبر نوشت که «این تظاهرات و اعتراضات علیه کارنامه ناکارآمد دولت حسن روحانی است… ناآرامی‌ها در شهر سه میلیونی مشهد آغاز شد، شهری که اعتراضات علیه شرایط بد اقتصادی به این وسعت در بیست سال اخیر بی‌سابقه است.» سردبیر روزنامهٔ خراسان نوشت که «احساس ناامیدی، تبعیض و بی‌پناهی» عامل اعتراضات بوده. اعتراضات ۱۳۹۶ نمایش ناامیدی گسترده‌ای بین قشرهای مردم بود. احمد توکلی بانک مرکزی را در جریان عملکرد صندوق مالی و اعتباری ثامن مقصر می‌داند و معتقد است که نگرانی «از سوء استفادهٔ اسراییل و آمریکا از اعتراضات بحق مردم» وجود دارد. ولی بنیامین نتانیاهو برای مردم ایران در «پیکار شرافتمندانه برای آزادی» آرزوی موفقیت کرده و در عین حال ادعای مقامات ایران که اسرائیل را از عوامل پشت پرده به «آشوب و اغتشاش» کشیده شدن تظاهرات عنوان می‌کنند «مضحک» خوانده است. عباس عبدی آغاز اعتراضات را نتیجهٔ «تحریک افرادی که از موسسات مالی و اعتباری غیرمجاز مبالغ هنگفتی وام گرفته و حاضر به پس دادن نبودند» می‌داند.
دیدگاهی از یک اقتصاددان ایرانی نیز بیان می‌دارد که بحران بانکی و ناتوانی موسسات در پس دادن پول‌های دریافت شده از سپرده‌گذاران را که منجر به اعتراضات در ۲ سال گذشته شده بود، عامل اعتراضات است. همچنین از تحریم‌های اقتصادی غرب به رهبری آمریکا که از دوران ریاست جمهوری محمود احمدی‌نژاد شدت یافت و آثار آن بر اقتصاد ایران به عنوان یکی از زمینه‌های اعتراضات نام برده شده است. در این باره خبرنگار واشینگتن پست نوشته که «ما در تجزیه و تحلیل اعتراضات ایران باید به نتایج مخرب تحریم‌های اقتصادی بر یک جامعه اذعان کنیم.» مکس آبراهامز همسو با این دیدگاه، استاد علوم سیاسی و عضو شورای روابط خارجی آمریکا نیز نوشت که «با توجه به شورش‌های ایران، بعید می‌دانم هیچ‌وقت تا این اندازه به تحریم‌های اقتصادی به چشم راهکاری موفقیت‌آمیز نگریسته شده باشد.»
عبداله گنجی، مدیر مسئول روزنامهٔ جوان وابسته به سپاه پاسداران، در سرمقاله‌ای عوامل متعددی را مورد تحلیل قرار داد از جمله دلیل اقدامات و شعارهای ساختارشکن را «تنفر» مردم ناشی از انباشته شدن احساس تحقیر، تبعیض و فاصله طبقاتی و عملکرد اشتباه دستگاه‌های حاکمیت در رسیدگی به مشکلات عنوان کرد و اینکه رفتارهای اشتباه کسانی که «تابلوی انقلاب» را در دست دارند در کنار «ادراک‌سازی» مخالفان از عملکرد نظام برای جوانان ریشه این موضوع است و نظام باید از این به گفته وی «اغتشاشات» درس مهمی بگیرد که مشکلات و دلیل تنفر را آسیب‌شناسی و ریشه‌یابی کرده و به اصلاح آن بپردازد.
با وجود تمام زمینه‌های قبلی به ویژه فساد در نظام ایران، آغاز این اعتراضات وسیع از مشهد و همزمان با دو برابر شدن قیمت تخم مرغ (پس از تنظیم و ارائه بودجه ۱۳۹۷ به مجلس) بود. از این تظاهرات با عنوان شورش گرسنگان نیز یاد شده است، این عنوانی‌ست که بر اساس شرایط مالی مردم یک ماه پیش از آن نیز مطرح شده بود.
محسن رضایی، هانی طلفاح، برادرزن صدام حسین را به دست داشتن در اعتراضات متهم کرد. عبدالرضا رحمانی فضلی، وزیر کشور برخلاف علی خامنه‌ای که بر دخالت و سازماندهی تظاهرات به دشمنان بارها تأکید کرده است، بر اساس گزارشی که از سوی شورای امنیت کشور تهیه شده و با استناد به گزارش‌های دستگاه‌های اطلاعاتی، امنیتی و انتظامی، عوامل نارضایتی‌ها را داخلی و بدون هیچ‌گونه دخالت از خارج کشور عنوان کرد و گفت دو عامل باعث اعتراضات شده است
- عوامل نزدیک شامل نارضایتی اقتصادی، اجتماعی و سیاسی
- عوامل دور شامل تغییر نسل، تغییر سبک زندگی، و تغییرات تکنولوژیکی

رحمانی فضلی تعداد بازداشت شدگان را بیش از ۵ هزار نفر خواند و گفت تظاهرات به سرعت در روزهای ابتدایی به ۱۰۰ شهر رسید و در ۴۲ شهر هم درگیری اتفاق افتاد.

## بینش‌ها و گرایش‌ها
این خیزش یک خیزش کاملاً غیر مذهبی در ایران بوده است. خیزش دی ماه ۹۶ بیش از همه چیز یک خیزش ضد تحقیر، ضد تبعیض و امتیاز، و ضد تمامیت‌خواهی و استبداد بوده است. اما علی‌رغم این مشترکات، رگه‌هایی از ایدئولوژی‌های مختلف نیز در آن به چشم می‌خورد. این خیزش به صراحت عرفی‌گراست و اسلام‌گرایی حاکم را نفی می‌کند. این حرکت مداوم برخلاف انقلاب ۱۳۵۷ ایران کاملاً مبری از ایده دینی است. عدالت‌گرایی نیز در کنار عرفیگرایی از ایدئولوژی‌های این خیزش است ولی این عدالت‌گرایی از جنس عدالت‌خواهی‌های مذهبی گذشته نیست.
در مقابل این گفتمان، گفتمان دیگری وجود داشته که مخالف این خیزش بوده‌اند، و بر حفظ وضع موجود تأکید داشته‌اند، آن‌ها معمولاً در پشت سر گفتمان امنیت‌گرا سنگر می‌گیرند و معتقدند که کشور به یک رهبری متمرکز نیاز دارد؛ تا مردم دچار تفرقه نشوند.

## رویدادهای اعتراضات

### ۷ و ۸ دی
در ۷ دی تجمع‌های اعتراضی با عنوان «نه به گرانی» گزارش شد. براساس برخی فیلم‌های انتشاریافته در شبکه‌های اجتماعی، تجمع اعتراضی در مشهد به دنبال واکنش نیروهای انتظامی به خشونت کشیده شد و مأموران برای متفرق کردن تجمع‌کنندگان از ماشین آب‌پاش و گاز اشک‌آور استفاده کردند. برخی از حامیان حسن روحانی می‌گویند فراخوان اولیه تجمع پنجشنبه مشهد را طرفداران ابراهیم رئیسی، رقیب حسن روحانی در انتخابات ریاست جمهوری دوازدهم و متولی آستان قدس رضوی داده‌اند، اما پس از آن قشرهای دیگری به تجمع پیوسته‌اند. گزارش ایسنا از این تجمع بیان می‌کند که مربوط به سپرده‌گذاران برخی مؤسسات مالی و اعتباری و پدیده شاندیز در مشهد بود که «با تحریک برخی عوامل سودجو به ناآرامی کشیده شد که در پی آن فرماندهی انتظامی اقدام به دستگیری سرکردگان آن کرد. برخی عناصر مخل آرامش قصد سوءاستفاده از این تجمع آرام سپرده‌گذاران را داشتند که با معرفی تجمع‌کنندگان توسط نیروی انتظامی دستگیر شدند. این تجمع سرانجام پایان یافت و شرایط شهر مشهد به روال عادی بازگشت». سعید شیبانی، فرماندار نیشابور به تجمعاتی در نیشابور اشاره کرد و آن را به جنبش «نه به گرانی» وابسته دانست که میدان اصلی نیشابور برگزار شد که «مجوز نداشت و اعلام کردیم تا همشهریان نیز توجه کنند تجمعی که فراخوان آن در شبکه‌های مجازی داده شده بود، غیرقانونی است و مجوزی نگرفته ولی این تجمع شکل گرفت.» و «دستگیری صورت نگرفت و سعی شد علی‌رغم این که اطلاع‌رسانی شده بود که تجمع مجوز ندارد و غیرقانونی است… توصیه شد که متفرق شوند… با تجمع‌کنندگان حداکثر مدارا انجام شود و در کوتاه‌ترین زمان و به شکل مسالمت آمیز متفرق شوند.» در کاشمر، رئیس دادگستری شهر دربارهٔ اعتراضات گفت که «به شدت با هنجارشکنان و برهم‌زنندگان نظم عمومی برخورد جدی می‌شود.» او از بازداشت چند نفر در آن شهرستان خبر داد. براساس گزارش‌ها، تجمع‌های اعتراضی روز ۸ دی در تعدادی از شهرهای ایران ازجمله کرمانشاه، همدان، رشت، اصفهان، اهواز، قم، ساری، زاهدان، قزوین، لرستان، قوچان و ساوه پس از تاریک شدن هوا نیز ادامه یافته است. شعارهایی از قبیل زندانی سیاسی آزاد باید گردد، یا مرگ یا آزادی، رضاشاه روحت شاد از تظاهرات مردم مخابره شد در ساری و قائمشهر درگیری با نیروی انتظامی مداوم بود.
با آغاز تظاهرات سراسری از ۷ دی برخی از خبرگزاری‌ها از تجمعات ایرانیان خارج از کشور مقابل سفارت‌خانه‌های ایران خبر دادند. برخی از این خبرها حاکی از تجمع معترضان ایرانی ساکن کشورهای اروپایی بود که در روز ۸ دی‌ماه در حمایت از معترضان داخل کشور در جلوی سفارت حکومت ایران در آن کشورها دست به برپایی تظاهرات زدند.

### ۹ و ۱۰ دی

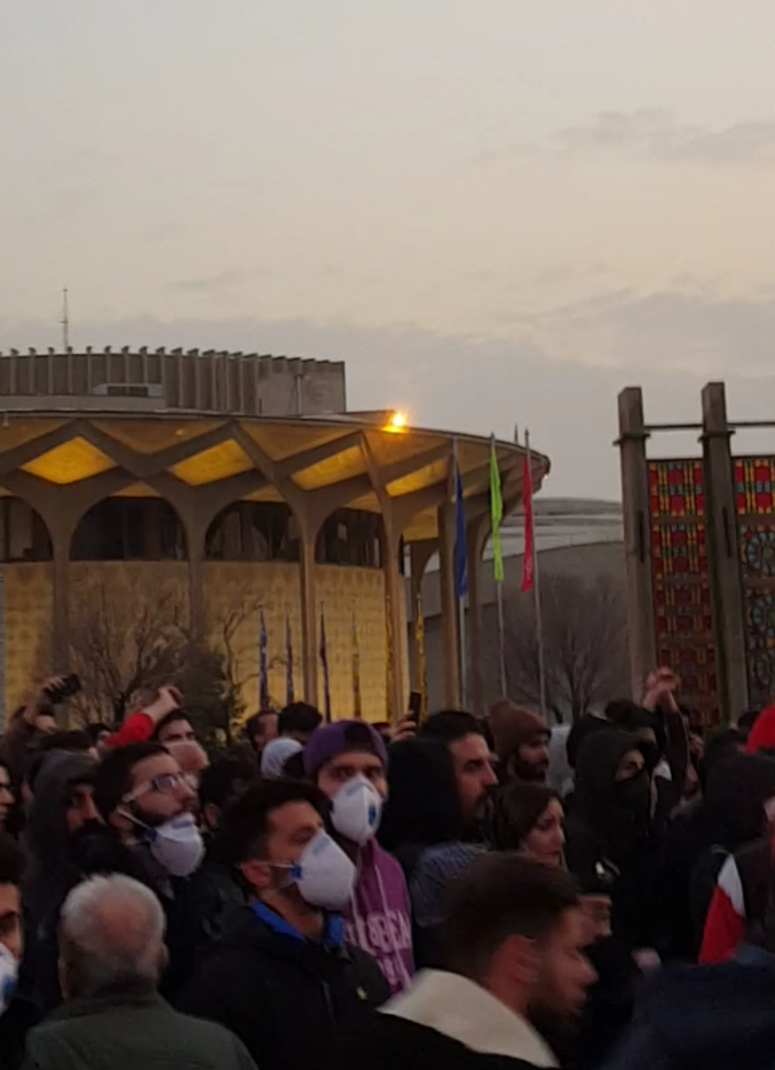
گروهی از معترضان در چهارراه ولیعصر تهران، ۹ دی

اعتراضات ۹ دی در حالی شدت گرفت که تنها چند ساعت پیش از آن تظاهرات به مناسبت سالگرد راهپیمایی ۹ دی در سال ۸۸ در تهران برگزار شده بود. گزارش‌هایی از درگیری‌ها و اعتراضات در تهران، در خیابان انقلاب و مقابل دانشگاه تهران شده است. در ورودی دانشگاه تهران نیروهای امنیتی و دانشجویان درگیر شدند و از ماشین‌های آب‌پاش برای متفرق کردن دانشجویان استفاده شد. و مدیرکل روابط عمومی متروی تهران، محسن محمدیان، گفت ایستگاه‌های مترو در انقلاب و ولیعصر به دلیل تجمع‌های اعتراضی و مسائل امنیتی تعطیل شدند. استانداری استان تهران شایعهٔ منع رفت‌وآمد شبانه را تکذیب کرد. در شهر ابهر نیز در عصر روز ۱۰ دی مردم با تجمع در میدان انقلاب علیه نظام و حکومت شعارهای تندی سر دادند. تجمع مردم ابهر به میدان انقلاب محدود نشد و مردم با گردهمایی در اطراف فرمانداری شهرستان ابهر و پایین انداختن تابلوی (بیلبورد) رهبر ایران به سر خط خبرهای رسانه‌های فارسی‌زبان ماهواره تبدیل شدند. با پخش شدن خبر اعتراضات مردم ابهر بلافاصله درگیری‌هایی بین جوانان و نیروهای امنیتی شکل گرفت که در نتیجه آن چندین نفر بازداشت و شماری نیز مجروح شدن هیچ‌گاه آمار دقیقی از کشته‌های شهر ابهر منتشر نشد و هنوز نیز در هاله‌ای از ابهام است.

#### تیراندازی سپاه در بیمارستان دی
در شب ۹ دی ماه ۱۳۹۶ کسری نوری و چهار درویش گنابادی دیگر در بیمارستان دی بازداشت شدند، این بازداشت در ساعات پایانی شب، در طبقهٔ همکف و محوطهٔ بیمارستان دی، با شلیک تیر هوایی و با استفاده از شوکر و اعمال خشونت همراه شد. این بازداشت ساعاتی بعد از آن صورت گرفت که کسری نوری در گفتگو با بی‌بی‌سی به صحبت‌های رحمانی فضلی دربارهٔ غیرقانونی خواندن تجمعات سه روز اخیر ایران انتقاد کرده بود و گفت مردم حق آزادی برگزاری تجمعات را دارند و نمی‌توانیم آن را محدود بکنیم.
در این شب اعتراضات در دیگر شهرها نیز افزایش یافت؛ در ابهر تصویر سید علی خامنه‌ای پایین کشیده شد. بی‌بی‌سی فارسی گزارش‌هایی مبنی بر شلیک به معترضان و اصابت گلوله به شش تن و زخمی شدن ده‌ها تن از معترضان روبروی فرمانداری در شهرستان دورود استان لرستان خبر داد. گزارش‌ها از حمله به برخی بانک‌ها، نیروهای انتظامی و ساختمان‌های دولتی و به آتش کشیدن شهرداری ناحیهٔ ۲ تهران و سطل‌های زباله خبر می‌دهند. العربیه از تجمعات در شهر اهواز، در این روز خبر داد که در آن معترضان یک خودروی یگان ویژه را در اختیار گرفتند. در ملایر به دفتر امام جمعه حمله شد.
کانال آمدنیوز که در راس اطلاع‌رسانی تجمعات بود در تلگرام مسدود شد، پس از درخواست وزیر ارتباطات ایران از پاول دورف مدیر پیام‌رسان تلگرام مبنی بر اینکه که کانال‌های دعوت‌کننده به ناآرامی‌ها را ببندد و پاول دورف در پاسخ گفت که گسترش خشونت در تلگرام جرم است و کانال‌هایی که ساخت بمب دست‌ساز و استفاده از اسلحه را رواج می‌دهند، بدون در نظر گرفتن محبوبیتشان، مسدود خواهند شد. رحمانی فضلی، وزیر کشور نیز از معترضان خواست تا اقدام به درخواست مجوز کنند و از حضور در تجمعات بدون مجوز قانونی خودداری کنند.
فرمانداری تهران از دستگیری ۲۰۰ نفر در روز ۹ دی در این شهر خبر داد و معترضان را «عوامل بیگانه» معرفی کرد که به مراجع قضایی سپرده شدند. دادستان تهران نیز به نقل از دستگیرشدگان گفت که آن‌ها اعلام کردند «احساساتی» شده‌اند. وی افزود: «این که مسجد یا حسینیه را که نه نگهبان دارد و نه حفاظ؛ آن هم در ساعات نیمه شب آتش بزنند؛ یا به افراد بسیجی حمله کنند، کاملاً موید دخالت عوامل بیگانه در این وقایع و مجرمانه بودن آن است.»
در ادامه اعتراضات ایرانیان ساکن اروپا در تاریخ ۸ دی ۱۳۹۶، هم چنین در روزهای ۹ و ۱۰ دی‌ماه در ایالتهای مختلف ایالات متحده آمریکا، ایرانیان برای آنچه که «حمایت از هموطنانشان در داخل کشور» خوانده شد، دست به برپایی تظاهرات در داخل آن کشور زدند.
خبرگزاری‌ها گزارش کرده‌اند که ایرانیان مقیم هامبورگ آلمان از تظاهرات سراسری مردم ایران، با شعار «مرگ بر دیکتاتور» حمایت کرده‌اند. این تجمع در مقابل کنسولگری ایران صورت پذیرفته است. این اخبار حاکی از برگزاری تظاهرات ایرانیان مقیم خارج در چند کشور دیگر از جمله در سوئد، آمریکا، بریتانیا، ترکیه، آلمان و فرانسه بوده است. سرویس فارسی رسانه خبری ترکیه‌ای میکروفون‌نیوز، هدف از برگزاری این اعتراضات خارج از ایران را «حمایت از حوادث روزهای جاری در داخل ایران» گزارش کرد.
در ۱۰ دی شبکه‌های اجتماعی تلگرام و اینستاگرام به صورت موقت روی شبکه‌های تلفن همراه بسته شدند. در صبح یکشنبه ۱۰ دی برخی از رسانه‌های ایران ویدئوها و تصاویری از تجمع «علیه سیاست‌های اقتصادی دولت» در دانشگاه تهران منتشر کرده‌اند.
دامنهٔ اعتراضات ضدحکومتی روز پیش تا شب ۱۰ دی (۳۱ دسامبر) نیز ادامه داشت. در برخی شهرها از جمله اراک، تهران (نزدیکی پل کالج - تقاطع خیابان انقلاب و خیابان حافظ - گوی دانشگاه)، کرج، گوهردشت، بندرعباس، اهواز و دورود و ساوه درگیری‌های پیوستهٔ روز پیش ادامه داشته و آتش زدن و حمله به بانک‌ها، ساختمان‌های دولتی و خودروهای نیروی انتظامی گزارش شد. در تویسرکان نیروهای نظامی به مردم تیراندازی کردند.
طبق گفته‌های صدا و سیمای ایران، تنها در روز یکشنبه ۱۰ تن از معترضان کشته شدند. به گفتهٔ صدا و سیما عده‌ای از تظاهرکننده‌ها قصد تصرف مسلحانه برخی ایستگاه‌های پلیس و پایگاه‌های نظامی را داشتند که مأموران مقاومت نمودند. به گفتهٔ فرماندار دورود یکی از جانباختگان ۱۲ الی ۱۵ سال سن داشت و زیر ماشین آتش‌نشانی رفته. او افزود که این ماشین برای خاموش کردن حریق بانک اعزام شده بود و توسط معترضان به زور گرفته شده‌بود. فرماندار ایذه، از شهرهای بختیاری‌نشین خوزستان، نیز در این روز گفت که دو نفر کشته و شماری زخمی شده‌اند. وی گفت مشخص نیست که تیرانداز نیروی انتظامی بوده یا از تظاهر کنندگان است. هدایت‌الله خادمی، نماینده ایذه، «سقوط» شهر را تکذیب نمود. نماینده ایذه، همچنین افزود که اسلحه داشتن مردم در منطقه برای مأموران از قبل هم مشکل‌آفرین بوده است و در خانهٔ برخی از دستگیرشدگان اسلحه‌ها و بمب‌های دست‌سازی یافته‌اند.
محمدعلی نجفی شهردار تهران ضمن ابراز تاسف از رویدادها گفت خسارات اندکی به تأسیسات شهری وارد شده است.

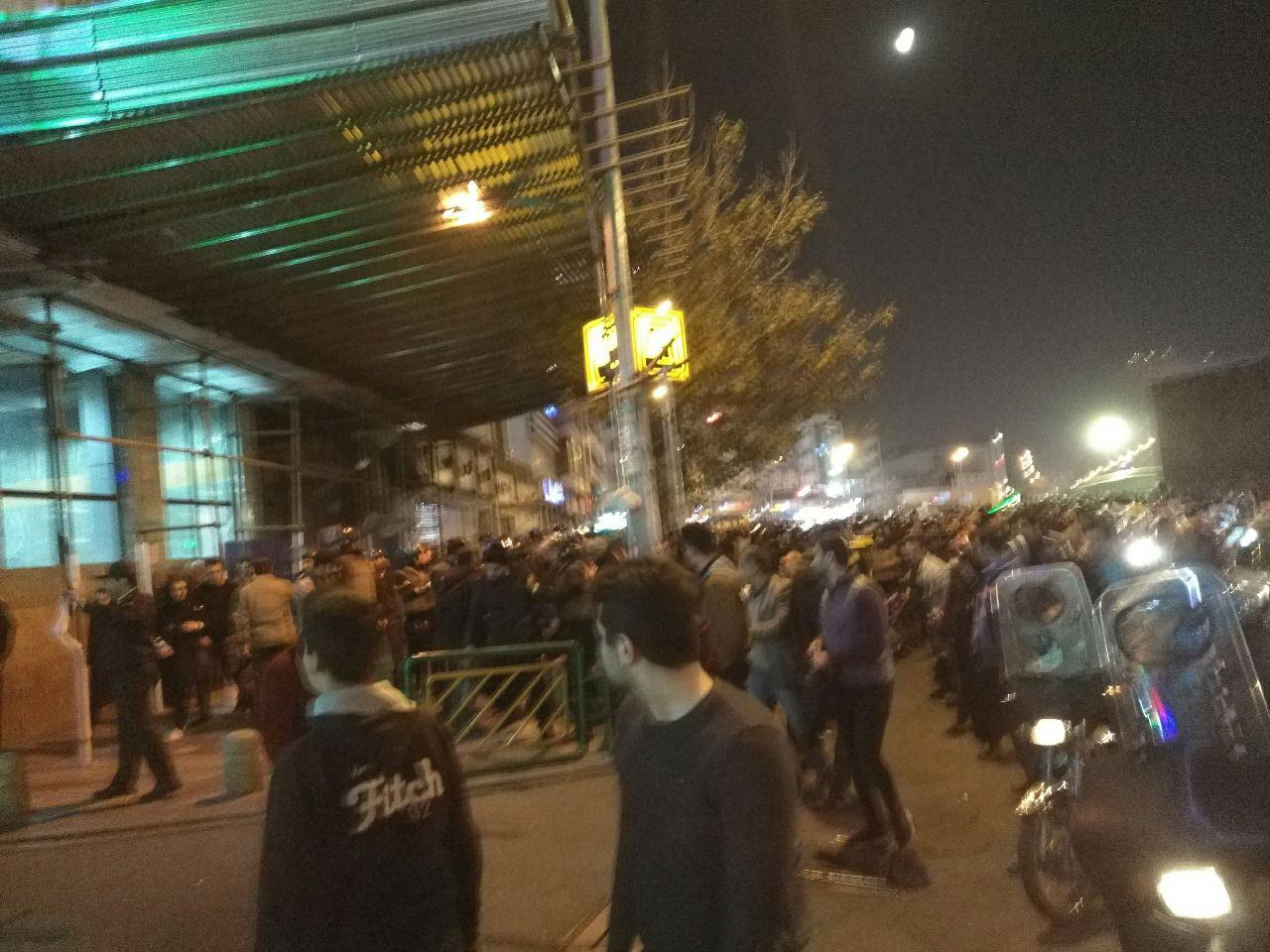
تظاهرات شبانه، ۱۰ دی، تهران
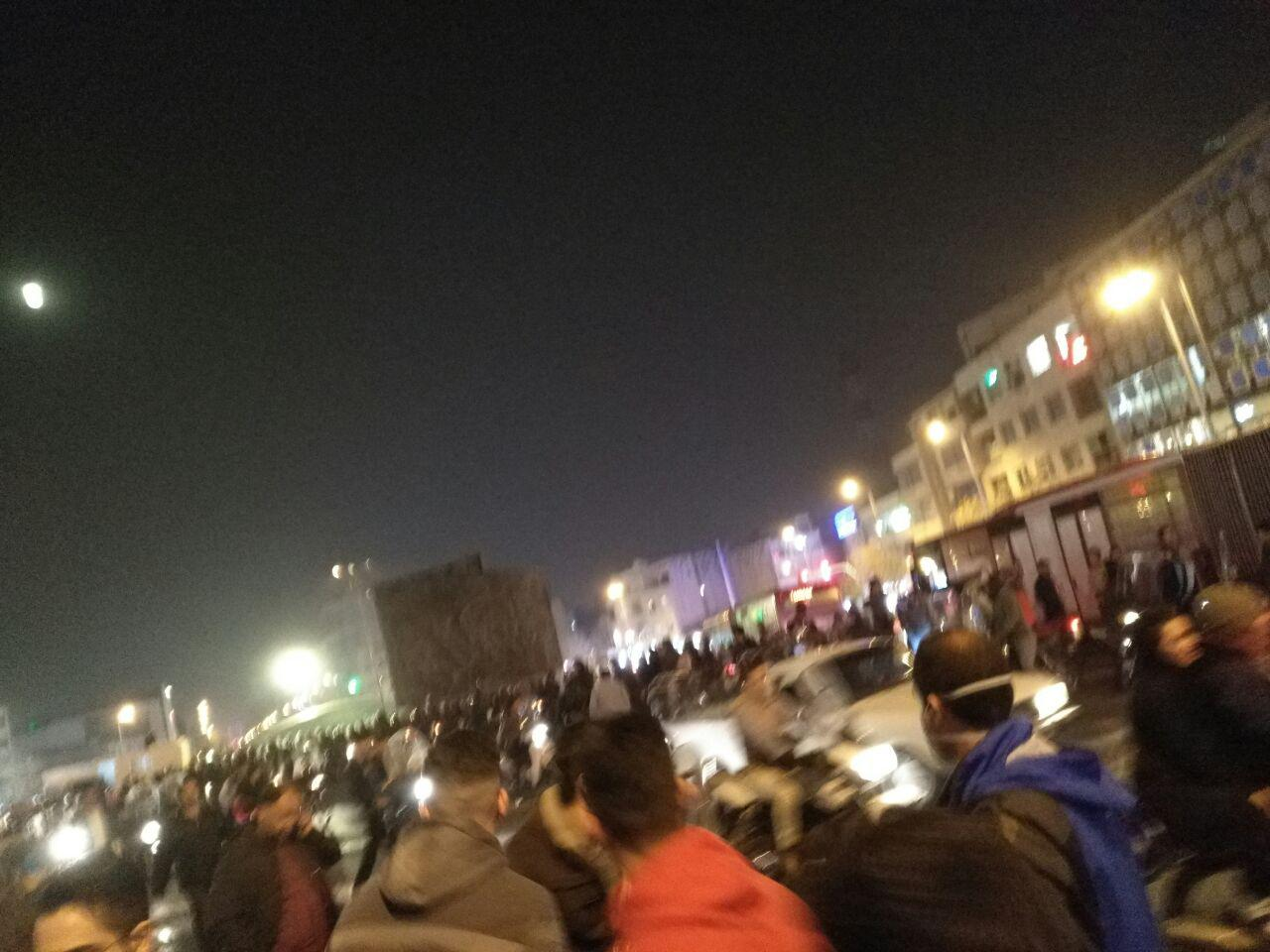
گروهی از معترضان شامگاه ۱۰ دی، تهران

### ۱۱ و ۱۲ دی
در ۱۱ دی پس از پخش سخنان حسن روحانی دربارهٔ اعتراضات (پس از چهار روز سکوت) خبرگزاری‌های مختلف داخلی و خارجی از ادامه ناآرامی‌ها در شهرهای مختلف ایران خبر دادند.
بیشتر خبرگزاری‌های داخل ایران گزارش‌های مشابهی از شهرهای مختلف ایران اعم از کرج، تویسرکان، همدان، اراک، ساوه، آمل، ساری، بهشهر، شهرکرد، کرمانشاه، باغملک، قزوین، آبیک، محمدیه و نیز خرم‌دره در استان زنجان مخابره کردند که حاکی از ادامه تظاهرات در اقصی نقاط ایران بود.
خبرگزاری فارس ویدئویی از آتش‌زدن خودرویی توسط یک نفر در میدان فردوسی منتشر کرد؛ همچنین گزارش کرده که در کرج، تجمعات که از ساعات اولیه شب آغاز شده بود به مواجهه با نیروهای یگان ویژه انجامید. همین خبرگزاری گزارش کرده که در تویسرکان تجمعات به درگیری و شکستن شیشه‌های برخی ادارات دولتی انجامید. گزارش‌های ضد و نقیضی هم از شهر ایذه در استان خوزستان مخابره شده. معترضان در شهرهای مختلف ایران تقریباً شعارهای یکسانی علیه شخص اول مملکت و کلیت نظام می‌دادند. در برخی از شهرها از جمله در کرمانشاه معترضان، شب گذشته با مأموران درگیر شدند. در شبکه‌های اجتماعی از تظاهرات در دماوند نور آباد لرستان، شاهین شهر و لاهیجان هم تصاویری منتشر شده است. همچنین امامزاده‌هایی در قائمشهر، دفتر امام جمعه و حسینیه بیت العباس در کرمانشاه توسط معترضان به آتش کشیده شد.
علی‌رغم سخنان رئیس‌جمهور حسن روحانی و تلاش سران بلندپایه جمهوری اسلامی برای آرام کردن مردم معترض، درگیری‌ها میان مأموران حکومتی-نظامی و مردم معترض ادامه داشته است. خبرگزاری‌های داخلی و خارجی خبر از افزایش کشته‌شدگان مختلف در شهرهای ایران داده‌اند. تویسرکان در استان همدان، یکی از شهرهایی است که درگیری‌های معترضان با نظامیان در تاریخ ۱۱ دی ۱۳۹۶ منجر به کشته شدن دست‌کم ۶ شهروند معترض شده است. براساس آمارهای صدا و سیما، این رسانه کشته شدن دست‌کم ۱۵ شهروند معترض در تظاهرات را تا شامگاه دوشنبه ۱۱ دی ۱۳۹۶، تأیید کرده است. در ساعات پایانی ۱۱ دی ۱۳۹۶، گزارش‌هایی از درگیری‌ها و کشته و زخمی‌های بیشتر در سایر شهرستان‌ها مخابره شد. بر اساس این گزارش‌ها از استان اصفهان، در نجف آباد، ۲ کشته و ۲ زخمی در بین نیروهای امنیتی و نظامی روی داده است. همچنین دست کم ۶ کشته و تعداد زیادی زخمی در شهرستان قهدریجان در پی تلاش تظاهرکنندگان برای تصرف فرمانداری این شهر گزارش شده است. در خمینی شهر نیز ۲ تن از تظاهرکنندگان به دست نیروهای امنیتی کشته شدند.
سرویس فارسی بی‌بی‌سی، از کشته شدن دست‌کم «۹ تن» تنها در روز دوشنبه ۱۱ دی ۱۳۹۶ خبر داد. این رسانه به نقل از شبکه خبر تلویزیون حکومت ایران (صدا و سیما)، خبر داد که «۶ تن» از این کشته‌شدگان تنها در شهر قهدریجان استان اصفهان بوده‌اند. خبرگزاری‌های داخل ایران به آتش کشیده‌شدن یک پاسگاه پلیس در قهدریجان توسط معترضان را تأیید کرده‌اند.
بر اساس آمار اعلام شده توسط فرمانداری تهران، تنها در روز یکشنبه حدود ۲۰۰ تن در پایتخت بازداشت شده‌اند و معاون امنیتی انتظامی فرمانداری تهران مدعی است که ۴۰ تن از بازداشت‌شدگان در روز یکشنبه «لیدر اعتراضات» بوده‌اند.
تهران به‌عنوان پایتخت سیاسی ایران، دارای فضای امنیتی شد و مأموران پلیس ضد شورش در میدان‌ها و خیابان‌های مرکز شهر حضور یافتند. در بسیاری از شهرها از جمله اصفهان، تهران، تویسرکان، شهرضا و کرمانشاه معترضان با مأموران درگیر شدند.
تظاهرات ۱۲ دی در اکثر شهرهای ایران ادامه یافت. ویدئوهایی از تظاهراتی بدون خشونت و تنها با سردادن شعارهایی در شهر اهواز و ویدئوهایی از تظاهرات همراه با خشونت در شهر همدان و مسجد سلیمان، در شبکه‌های اجتماعی منتشر شد. تظاهرات در بیشتر شهرهای استان اصفهان و نقاط مختلف تهران از جمله جردن، میدان انقلاب، خیابان جمهوری و امیرآباد تا نیمه شب امتداد داشت. در این روز دادگستری کرج، و پایگاه بسیج و حوزه علمیه امام علی در تهران به آتش کشیده‌شد. و در تویسرکان و شیراز نیز درگیری بین مردم معترض و نیروهای انتظامی بالا گرفت و در شاهین شهر فرماندهی انتظامی بر روی معترضان اقدام به تیراندازی نمود.
در روز ۱۲ دی ۱۳۹۶ گروهی از ایرانیان مقیم هامبورگ در حمایت از تجمعات اعتراضی در ایران، دست به تجمع زدند. مجوز تجمع اعتراضی در مقابل سفارت ایران در آلمان صادر شده است.

مردم همچنین در مقابل سفارت‌ها و کنسول‌گری‌های جمهوری اسلامی ایران در بسیاری از نقاط دیگر چون پاریس، لندن، رم، برلین، آمستردام و واشینگتن تجمع و از تظاهرات حمایت کردند.
برخی ویدئوهای منتشر شده ۱۲ دی حاکی از آن است که یگان ویژه پلیس در مواردی در برابر مردم مقاومت نکرده است و گفته: «سرباز مملکتیم، با اجنبی می‌جنگیم، نه با شما» و مردم شعار «کنار ما باش» سر داده‌اند.

### ۱۳ و ۱۴ دی

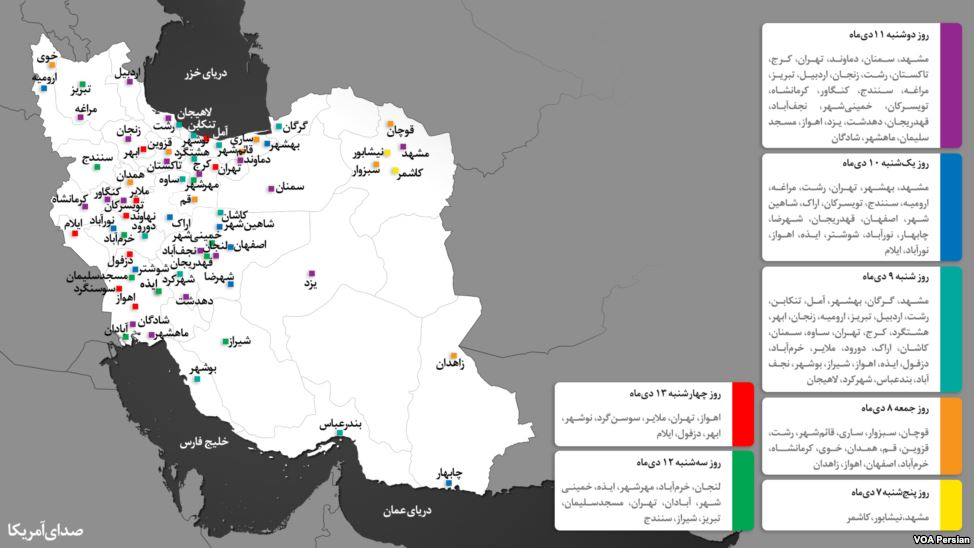
نقشهٔ گسترهٔ سراسری اعتراض‌ها برپایه شهرها در هفت روز اولیهٔ آن، (تا ۱۳ دی، برپایه بررسی صدای آمریکا)

ایالات متحده آمریکا خواستار تشکیل جلسه فوری شورای امنیت سازمان ملل متحد در رابطه با تظاهرات مردم ایران شد. نیکی هیلی، سفیر ایالات متحده آمریکا در سازمان ملل متحد، گفت که جامعه بین‌الملل باید دربارهٔ اتفاق‌های ایران واکنش نشان دهد. وی خواستار تشکیل جلسه فوری شورای امنیت سازمان ملل برای «واکنش» به این تحولات شد. همچنین سارا هاکبی سندرز سخنگوی کاخ سفید با صدور بیانیه‌ای از رهبران ایران خواست «به حقوق اساسی شهروندان خود برای بیان مسالمت آمیز خواست خود برای تغییر احترام بگذارند».
سخنگوی وزارت امور خارجه آمریکا که با محکوم کردن بازداشت تظاهرات کنندگان اعلام کرده بود که از اعتراضات مردم در ایران حمایت می‌کند، در این روز خواستار رفع فیلتر شبکه‌های اجتماعی در ایران شده است.
گزارش‌هایی که وبگاه رادیو زمانه دربارهٔ این روز منتشر کرده که از تظاهرات در ملایر، نوشهر، اهواز، دزفول، گوهردشت کرج، کازرون، سبزوار، مسجد سلیمان و جوق‌آباد اصفهان خبر می‌دهد. در ادامه ذکر می‌کند که نیز «خبرهای تأیید نشده‌ای از تجمع معترضان در میدان انقلاب تهران منتشر شده است… در همان حال بستگان شماری از بازداشت‌شدگان مقابل زندان اوین تجمع کردند.» گزارش‌های ۳ ژانویه/۱۳ دی از تجمع‌های همبستگی با معترضان از سوی ایرانیان آلمان در برلین برابر دروازه براندنبورگ نیز خبر داده‌اند. گزارش‌های دیگر از برگزاری اعتراضات ضدحکومتی در کلن، استکهلم، برن و آتن، لندن (مقابل ساختمان بی‌بی‌سی) و ملبورن خبر می‌دهد.
رضا پهلوی در این روز در مصاحبه‌ای تلویزیونی تأکید کرد که «حکومت کنونی ایران باید سرنگون شود» و از نیروهای نظامی و امنیتی در ایران خواست به معترضان بپیوندند.
در ۱۳ دی حامیان حکومت جمهوری اسلامی ایران با دعوت نهادهای دولتی، در شهرهای مشهد، ارومیه، اردبیل، اصفهان، اهواز، خرم‌آباد، آبادان، بوشهر، گرگان، اراک و بیرجند، قوچان، کاشمر، سبزوار و نیشابور، ده‌ها هزار نفر برای محکوم کردن معترضان، تظاهرات برگزار کردند. محمد علی جعفری فرمانده سپاه پاسداران انقلاب اسلامی این روز را «روز پایان فتنه ۹۶» خواند.

در ۱۴ دی شیرین عبادی از معترضان خواست تا به نافرمانی مدنی خود و اعتراضات علیه دولت و حکومت جمهوری اسلامی ایران ادامه دهند، او گفت «وقتی حکومت ۳۸ سال به حرف شما گوش نداد، اکنون وظیفه شماست که به حرف حکومت توجه نکنید.»
خبرگزاری صدا و سیما گزارش‌هایی از برپایی تظاهرات حامیان حکومت در شهرهای مشهد، اصفهان، زابل، شیراز، شاهین شهر، فلاورجان، اردبیل، بیرجند، چالوس و بابل در ۱۴ دی خبر داده است؛ شرکت کنندگان در این تظاهرات، به حمایت از نظام جمهوری اسلامی و رهبر آن علی خامنه‌ای پرداختند. اعتراضات ضدحکومتی خارج از کشور در ۱۴ دی نیز به‌ویژه در فرانکفورت ادامه داشت.
در تظاهرات حامیان حکومت، گزارش‌هایی مبنی بر وادار کردن دانش آموزان و کارکنان دولتی برای حضور در تظاهرات مخابره شده است.
باوجود تظاهرات حامیان حکومت، در هشتمین روز تظاهرات سراسری مردم ایران ویدئوهای ارسالی به بخش شهروند خبرنگاران رسانه‌ای همچون صدای آمریکا حاکی از ادامه تظاهرات و اعتراضات در شامگاه ۱۴ دی‌ماه در اقصی نقاط ایران بوده است.
از شهرهایی که در آن اعتراضات گزارش شده است می‌توان از الیگودرز، دزفول، قزوین، کرج، شیراز، شاهین‌شهر، سنندج و بوکان نام‌برد. طبق این گزارش‌های ویدئویی مردم شعارهایی همچون «مرگ بر خامنه‌ای»، «خامنه‌ای حیا کن، مملکت و رها کن» و «نترسید، نترسید، ما همه باهم هستیم» سرداده‌اند. همچنین در این رسانه ویدئویی بارگذاری شد که نشان‌دهنده تخریب یک اتومبیل شخصی توسط یک افسر درجه‌دار سپاه در خیابان به وسیله باتوم بوده است.

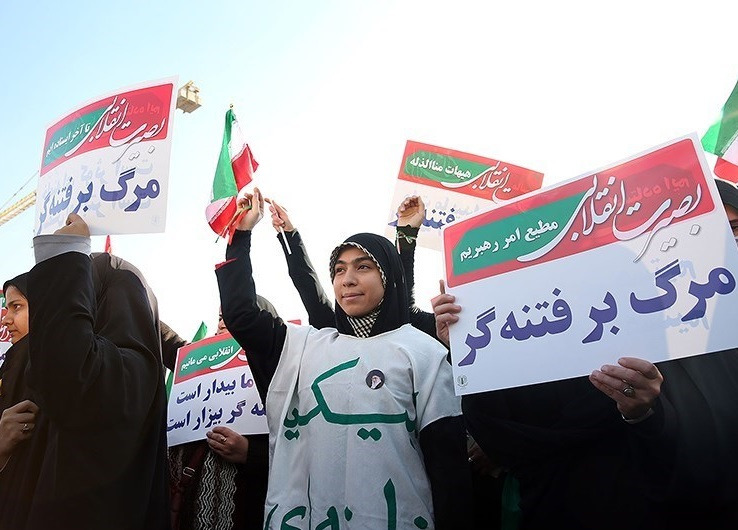
تظاهرات حامیان حکومت و خامنه‌ای در ۱۴ دی، مشهد
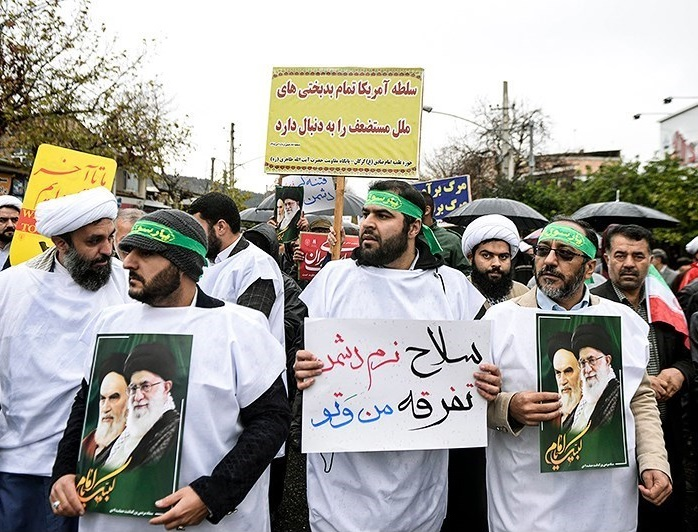
تظاهرات حامیان حکومت و خامنه‌ای در ۱۳ دی، گرگان

### ۱۵ و ۱۶ دی
تظاهرات حامیان حکومت در ۱۵ دی پس از نماز جمعه برگزار شد، در شهرهای تهران، کرمان، اصفهان، تبریز، شیراز، مازندران، بوشهر، گیلان، مشهد و همه شهرستان‌های کشور؛ آنان شعارهای «مرگ بر آمریکا»، «مرگ بر اسرائیل»، «مرگ بر ضد ولایت فقیه»، «مرگ بر فتنه‌گر» و «ما همه با هم هستیم پشت ولایت هستیم» سر دادند. در خطبه‌های نمازجمعه، اتهاماتی علیه معترضان بیان شد؛ احمد خاتمی در تهران گفت که «در فتنهٔ اخیر، پول را عربستان داد و آمریکا طراحی کرد، قرار بود از اتاق آمریکا در اربیل کم‌کم سلاح به ایران بیاید و در بهمن کار را در ایران تمام کنند.» او افزود «در طول حدود دو دهه انقلاب، ۷۸، ۸۸ تا ۹۶، سه فتنه داشتیم. فتنه اول فتنه کوی دانشگاه، فتنه دوم سال ۸۸ و فتنه سوم این فتنه چند روزه سال ۹۶ بود.» برخلاف او، یک امام جمعهٔ دیگر، عبدالحمید اسماعیل‌زهی از اصطلاح فتنه برای اشاره به اعتراضات استفاده نکرد، او با اشاره به «تجمعات» و «راهپیمایی‌های اعتراض‌آمیز» گفت «مسئولان امر باید به تجمعات و راهپیمایی‌های اعتراض‌آمیزی که این‌روزها در کشور در جریان است توجه کنند و حرف معترضان را بشنوند. باید تا جایی که دین اسلام و قانون اساسی آزادی داده است به مردم آزادی داده شود و فشارها برداشته شوند.» او تأکید کرد «باید یکسری تغییرات در سیاست‌ها و قوانین کشور ایجاد شود تا مشکلات مردم حل شوند و رضایت ملت حاصل شود.»
در این روز جلسهٔ اضطراری شورای امنیت سازمان ملل متحد دربارهٔ ایران، که توسط آمریکا درخواست شده بود، برگزار شد. با اینکه سه عضو دائم این شورا یعنی چین، روسیه و فرانسه در این جلسه از آمریکا به دلیل طرح این موضوع در شورای امنیت انتقاد کردند، اکثر نمایندگان شرکت‌کننده در جلسه بر اهمیت رعایت حقوق بشر توسط ایران تأکید کردند. نماینده ایران نیز در این جلسه سخنرانی کرد و از عملکرد ایران دفاع کرد. محمدجواد ظریف در واکنش به این جلسه در توییتر نوشت: «شورای امنیت به تلاش آشکار آمریکا برای دست‌کاری و ربودن مأموریت این شورا نه گفت. اکثریت بر لزوم پایبندی به برجام تأکید کردند و بر پرهیز از دخالت در امور داخلی دیگر کشورها سخن گفتند. یک اشتباه بزرگ دیگر از سوی دولت ترامپ در صحنه سیاست خارجی.»
اعتراضات پراکندهٔ ۱۶ دی در شهرهای ایران همچون خمین، جوی‌آباد اصفهان، مسجد سلیمان، تبریز، تهران، لاهیجان، تاکستان، مشهد و اراک ادامه داشت.
در ۶ ژانویه/ ۱۶ دی تظاهرات به دعوت جمعیت پشتیبانی از مردم ایران در سوئد در استکهلم برگزار شد که در آن نمایندگان پارلمانی احزاب سوسیال دمکرات، چپ و سبز سوئد و نماینده اتحادیه کارگری فلزکاران سوئد، علیرضا مجلل و مهرداد درویش‌پور در همبستگی با اعتراضات اخیر در ایران سخنرانی داشتند.
روز ۶ ژانویه/ ۱۶ دی گروهی از مخالفان جمهوری اسلامی با تجمع در برابر مرکز علوم اعصاب هانوفر آلمان، نسبت به مداوای هاشمی شاهرودی، مقام عالی‌رتبه ایرانی، اعتراض کردند. منتقدان گفته‌اند وی به‌عنوان یک ایرانی، نباید از امکاناتی بیش از سایر شهروندان برخوردار باشد. مجید سمیعی رئیس این مرکز پاسخ داد که «هر پزشکی که در معالجهٔ بیمارش جنس، نژاد، گرایش جنسی، سیاسی یا هر مؤلفهٔ دیگری را لحاظ کند، می‌باید کار طبابت را کنار بگذارد.»
همچنین در ۱۶ دی ماه /۶ ژانویه، دو تظاهرات در واشینگتن در حمایت از اعتراضات ایران با شعارهای ضدحکومتی برگزار شد. اعضای سازمان همبستگی جمهوری‌خواهان ایران در برابر دفتر نمایندگی سازمان ملل متحد، و سازمان جوامع ایرانیان آمریکایی در برابر کاخ سفید تجمع کردند.
در ۱۶ دی ماه، کارگران سد شفارود به دلیل عدم پرداخت ۶ ماهه حقوق و بیمه دست به اعتصاب زدند.

### ۱۷ و ۱۸ دی
هیچ استثنایی در کشور برای انتقاد کردن وجود ندارد و در کشور، ما معصوم نداریم.— حسن روحانی، ۱۸ دی ۱۳۹۶
راهپیمایی‌های حامیان حکومت در ۱۷ دی در شهرهای گوناگون در استان‌های گیلان، یزد، قزوین، چهارمحال و بختیاری و گلستان برگزار شد. سخنگوی ناجا تأیید کرد که ۲۰ نفر از جمله یک پلیس تا ۱۷ دی کشته شده‌اند، او گفت که «نحوه جان باختن تعدادی نیز در طی یورش، حمله مسلحانه و تیراندازی به مقرهای نیروهای مسلح» بوده است. سپاه پاسداران در بیانیه ۱۷ دی نیز گفت که «آمریکا، انگلیس، اسرائیل، سازمان مجاهدین و سلطنت‌طلبان» با این اعتراضات ارتباط دارند، همچنین از «ده‌ها هزار بسیجی» برای مقابله و «آرام‌سازی آشوب‌ها» قدردانی کرد. با این حال در شامگاه ۱۷ دی، محمود صادقی نماینده تهران در مجلس شورای اسلامی در توییتی از استعلام از نهادهای اطلاعاتی کشور خبر داد و بیان کرد که «بنابر گفته مقامات اطلاعاتی در ناآرامی‌های اخیر تاکنون هیچ عامل بیگانه‌ای مباشرت نداشته است». کارگران شرکت نیشکر هفت‌تپه نیز در ۱۷ دی از ساعت ۹ صبح در «همه قسمت‌های کارخانه» دست به اعتصاب زده‌اند.
حسن روحانی در ۱۸ دی در برنامهٔ دیدارش با وزیر و معاونان وزارت امور اقتصادی و دارایی با اشاره به اینکه هیچ استثنایی در «کشور برای انتقاد کردن وجود ندارد و در کشور ما معصوم نداریم» گفت «مذهب شیعه همان‌طور که مرحوم شریعتی نیز به آن اشاره کرده است، مذهب نقد و اعتراض است.» او افزود که «اینکه خواسته مردم فقط به اقتصاد محدود شود، آدرس غلط و توهین به مردم است.» در این روز، درگذشت سینا قنبری در قرنطینهٔ زندان اوین تأیید شد، او جوان ۲۲ ساله تهرانی بود که در اعتراضات تهران دستگیر شد. سپس محمود صادقی، نماینده مجلس از تهران، در توییتی با اشاره به مرگ سینا قنبری، نسبت به تکرار وقوع آنچه «کهریزک دوم» نامید، به رئیس‌جمهور هشدار داد.
زندانیان سیاسی رجایی‌شهر در بیانیه‌ای در این روز از ادامهٔ اعتصاب غذایی خود سخن گفتند که ۱۰ روز است «در قبال رفتارهای غیرانسانی و عدم توجه مسوولین زندان به خواسته‌های به حق» جاری است و «از پذیرش جیرهٔ غذای زندان (صبحانه، نهار، شام)» خودداری می‌نمایند؛ «همچنان به روش‌های اعتراض خود تا برآورده شدن خواسته‌های قانونی خویش ادامه خواهیم داد.» آتنا دائمی نیز طی نامه‌ای سرگشاده زندان‌نگاشته بیان کرد که «ما مردم ایران طلبکار حقوقی هستیم که آگاهانه از ما سلب شده است و معترض به شرایطی هستیم که هوشیارانه بر ما تحمیل شده است.»
سخنگوی وزارت کشور ایران در ۱۸ دی گفت که نمی‌تواند آمار دقیقی از بازداشت‌شدگان این اعتراضات ارائه کند و افزود بسیاری از تجمع‌کنندگان انگیزه ضدامنیتی نداشتند و تأکید کرد که بازداشت‌ها توسط دادستانی و با حکم آن و بر اساس ضابط قضایی انجام می‌شود و در این مورد وزارت کشور مرجع نیست.
در روز ۱۷ دی ۱۳۹۶، کارگران حمل و نقل خلیج فارس برای چندمین بار در ماه گذشته به دلیل مشکلات صنفی متعدد در اسلام شهر اقدام به تجمع اعتراضی کردند.

### ۱۹ و ۲۰ دی
در ۱۹ دی/۹ ژانویه قطعنامهٔ حمایت مجلس نمایندگان آمریکا از شرکت‌کنندگان در این اعتراضات با ۴۱۲ رأی موافق تصویب شد. در این قطعنامه، کنگره با محکومیت «نقض فاحش حقوق بشر، فساد و اقدامات مخرب و برهم‌زنندهٔ ثبات در خارج از کشور توسط رژیم ایران» از «مردم ایران که به صورت متعهدانه در تظاهرات مشروع و مسالمت‌آمیز بر ضد رژیم فاسد و سرکوبگر شرکت کردند» حمایت کرده است.
علی خامنه‌ای در یک دیدار عمومی در ۱۹ دی با متهم کردن آمریکا، بریتانیا و اسرائیل، گفت از چند ماه پیش برای اعتراض در شهرهای کوچک ایران نقشه کشیده‌اند، «نقشه مال آمریکایی‌ها و عوامل رژیم صهیونیستی است. پول مال یکی از این دولت‌های خرپول اطراف خلیج فارس است… این دو ضلع. ضلع سوّم پادویی‌اش است؛ پادویی‌اش هم مربوط به سازمان منافقین بود، سازمان آدمکش منافقین؛ پادو، آن‌ها بودند.» گمان‌زده شده که مقصود او از «دولت خرپول» عربستان سعودی باشد. همچنین او بیان کرد که باید «بین مطالبات صادقانه و بحق مردم و حرکات وحشیانه و تخریب‌گرانه یک گروه» تفکیک قائل شد و به دولت آمریکا هشدار داد که این حرکت را بی‌جواب نخواهد گذاشت.
اعتراضاتی در برابر زندان اوین تهران در در ۱۹ دی برپا شد، حاضران در شعارهای خود خواستار آزادی دانشجویان و دراویش زندانی شده‌اند. وزارت اطلاعات در بیانیهٔ ۲۰ دی خود از شناسایی و بازداشت شمار دیگری از معترضان خبر داد.
در ۲۰ دی بیانیه‌ای با امضای ۱۴۶ چهرهٔ فرهنگی ایرانی در همبستگی با معترضان منتشر شد، امضاکنندگان خواستار تغییرات ساختاری در کشور شده‌اند تا موجب رفع مشکلات معیشتی، بی‌عدالتی اجتماعی، تبعیض قومی-مذهبی، تبعیض جنسیتی و اعمال خشونت بر مردم شود.
در ۲۰ دی ماه ۱۳۹۶ کارگران هپکو در اعتراض به نداشتن امنیت شغلی برای چندمین بار در مقابل استانداری اراک تجمع کردند. کارگران معترض هپکو اراک برای سومین هفته متوالی اعتصاباشان را ادامه می‌دهند. همچنین با اعتصاب کامیون‌داران حمل سوخت پالایشگاه اصفهان در این روز، در حدود ۹۰ درصد جایگاه‌های سوخت این استان تعطیل شدند.

### ۲۱ و ۲۲ دی
کاظم صدیقی در نماز جمعهٔ ۲۲ دی تهران دربارهٔ این اعتراضات و راهپیمایی طرفداران حکومت برای پایان دادن به آن گفت: «اجتماع ملت، دریایی را ایجاد کرد و آشغال‌ها را شست و تمیز کرد.» سپس ناصر قوامی، محمد کیانوش‌راد و مصطفی تاجزاده به خطبه‌های او واکنش نشان دادند.

### ۲۳ و ۲۴ دی
یک گردهمایی همبستگی با معترضان در میدان یونیون، منتهن از سوی فعالان ایرانی-آمریکایی در ۲۳ دی/۱۳ژانویه برگزار شد، از جمله سخنرانان آن مسیح علی‌نژاد، منصور فرهنگ مهرانگیز کار، شیرین نشاط بودند که با تصویب قطعنامه‌ای همراه بود.
عباس آخوندی، از وزیران دولت حسن روحانی در یادداشتی در ۲۳ دی با عنوان «مرگ بر گرانی یا درود بر فساد» به انتقاد از موضع‌گیری برخی مقامات حکومت ایران دربارهٔ این اعتراض‌ها، به خصوص سخنان احمد خاتمی در خطبه‌های نماز جمعه دو هفته پیش پرداخت. در ۲۴ دی، در پی ابهام دربارهٔ مرگ شماری از بازداشت‌شدگان، ده‌ها نماینده مجلس ایران با امضای نامه‌ای خواستار تشکیل هیاتی مستقل برای رسیدگی به این موضوع شدند.
غلامحسین محسنی اژه‌ای، سخنگوی قوه قضائیه در ۲۴ دی اعلام کرد که ۲۵ تن در این اعتراضات در خیابان کشته شده‌اند.
حسن روحانی در ۲۴ دی به «آشغال» نامیدن معترضان از تریبون نماز جمعه تهران واکنش نشان داد، او گفت «هر کسی می‌آید خیابان یا خس و خاشاک است یا گوساله و آشغال؟ چرا به مردم بی‌احترامی می‌کنیم؟ همه را به یک چوپ نرانیم. دقیق حرف بزنیم. مخصوصاً در تریبون‌های مقدس، دقیق‌تر حرف بزنیم.»
در روز شنبه ۲۳ دی ماه ۱۳۹۶، مال باختگان بدر توس خراسان در مقابل مؤسسه کاسپین در بلوار خیام تجمع کردند. همچنین در پی اعتصاب کارگران شرکت هفت تپه، کارگران مانع ورود تراکتورهای حامل شکر به کارخانه شدند. در زاهدان مال باختگان کیشکور خودرو به تجمع اعتراضی در مقابل فرمانداری و دادگستری شهرستان سرباز دست زدند. همچنین کارگران شیفت شب شرکت هفت تپه نیز به اعتصابات این کارخانه پیوستند.
در روز یکشنبه ۲۴ دی ماه ۱۳۹۶، در تهران طلبکاران شهرداری مقابل شورای شهر تهران تجمع اعتراضی برگزار کردند.

### ۲۵ و ۲۶ دی
محمد خاتمی در اولین واکنش شخصی به این اعتراضات در پیام تسلیت حادثه نفت‌کش سانچی در ۲۵ دی گفت که همه دستگاه‌های حکومتی باید سهم خود را در «قصور و تقصیر» منجر به نارضایتی‌ها بپذیرند و باید فضایی فراهم شود تا «مردم بتوانند خواست‌ها و مطالبات خود را با امنیت و حتی بدون لکنت به زبان آورند».
در روز دوشنبه، ۲۵ دی‌ماه ۱۳۹۶ سایر بخش‌های شرکت کشت و صنعت نیشکر هفت‌تپه نیز به اعتصابات این کارخانه پیوستند. پس از آن، دو تن از کارگران این شرکت به نام‌های علیپور و اسماعیل بخشی در بین سایر کارگران به سخنرانی اعتراضی پرداختند. اسماعیل بخشی به اینکه معترضان توسط کاظم صدیقی امام جمعه تهران آشغال خوانده شده بودند اعتراض کرد. پس از آن در بعد از ظهر همان روز و در راه برگشت وی به خانه، گروهی با قمه و اسلحه گرم درحالی‌که پلاک خودروهایشان را مخدوش کرده بودند، به وی حمله‌ور شده و آسیب‌های جدی با قمه به وی رساندند که با دخالت مردم محلی جان اسماعیل بخشی نجات پیدا کرد. در مشهد نیز مال باختگان بدر توس مقابل صدا و سیمای مشهد تجمع کردند.
در روز سه‌شنبه، ۲۶دی‌ماه۹۶ جمعی از کارگران گشت راهداری استان خوزستان در اعتراض به عدم پرداخت ماه‌ها مطالبات خود دست از کار کشیده و اعتصاب کردند. همچنین در ابهر، غارت شدگان کاسپین در مقابل این مؤسسه تجمع اعتراضی برگزار کردند و این تجمع باعث بسته شدن خیابان طالقانی شد.
در تهران نیز جمعی از پرسنل شرکت حمل و نقل بین‌المللی خلیج فارس مقابل ساختمان سازمان بورس و اوراق بهادار به علت تعیین تکلیف نکردن وضعیت بحرانی این شرکت تجمع اعتراضی برگزار کردند. در قزوین نیز کارگران ایران قوطی مقابل اداره کل تأمین اجتماعی استان قزوین شعبه شهرک صنعتی البرز به دلیل عدم دریافت ۹ماه حقوق و مزایا تجمع کردند. در تبریز نیز اعتراضات ۲۲۰تن از کارگران ماشین‌آلات تراکتورسازی تبریز پس از گذشت بیش از یک ماه همچنان ادامه دارد. آن‌ها در اعتراض به پرداخت نشدن ۱۰ماه حقوق عقب‌افتاده و پلمپ کارخانه از روز پنجشنبه ۲۳ آذر اعتراض خود را شروع کردند.

### ۲۷ و ۲۸ دی
اعتراضات کارگری در ۲۷ دی در قزوین مقابل استانداری برگزار شد. در ۲۷ و ۲۸ دی تجمعاتی اعتراضی نیز دربرابر موسسات کاسپین و ثامن در تهران و بدر توس در مشهد برگزار شد. در تهران مردم با حمله با تخم مرغ به مؤسسه کاسپین سعادت آباد، این شعبه را به تعطیلی در این روز کشیدند.
در ۲۷ دی همچنین رانندگان بخش خصوصی شرکت واحد در مقابل ساختمان شورای شهرتهران تجمع کردند.

### ۲۹ و ۳۰ دی
در روز شنبه ۳۰ دی ۱۳۹۶، تجمع اعتراضی مالباختگان مؤسسه مالی ولیعصر در شهرستان رباط کریم برگزار شد. در این تجمع مردم شعارهایی از قبیل «حسین حسین شعارشون دزدی افتخارشون» و «عزا عزاست امروز روز عزاست امروز زندگی مال باخته روی هواست امروز» سر دادند. در خلال برگزاری این تجمع، خودروی نیروی انتظامی به میان جمعیت آمد و یکی از تجمع کنندگان زن را زیر گرفت. همچنین شماری از کارگران کارخانه کاغذسازی پارس در استان خوزستان در اعتراض به شیوه اجرای قانون طرح طبقه‌بندی مشاغل در این واحد صنعتی دست به برگزاری تجمع زدند. در شهرستان ملایر نیز جمعی از کارگران کارخانه کیان کُرد در اعتراض به تعویق حقوق و سایر مطالبات صنفی خود در مقابل این کارخانه تجمع کردند. در شهرستان کنگان بوشهر نیز کارگران کنگان فاز ۱۴ شرکت احداث در اعتراض به عدم پرداخت ۶ماه حقوق پرداخت نشده خود دست از کار کشیده و درمحوطه شرکت تجمع اعتراضی برگزار کردند.

## اسفند
- ۶ اسفند ۱۳۹۶، با گذشت بیش از یک‌ماه کارگران اهواز از جمله کارگران فولاد اهواز شعار «مرگ بر کارگر، درود بر ستمگر» سر دادند[۲۳۸] شعاری که پیش از این کارگران هپکو اراک در پاسخ وعده مقاماتی مانند علی ربیعی، وزیر تعاون، کار و رفاه اجتماعی داده بودند دربارهٔ پرداخت مطالبات تا پایان مهرماه.[۲۳۹] همزمان به صورت پراکنده همچون در کرج از شعار «مرگ بر دستفروش، درود بر شهرداری» در راهپیمایی دستفروشان استفاده شده بود.[۲۴۰]
- ۷ اسفند ۱۳۹۶، در منابع خبری اعلام شد که ۳ روز از اعتصابات در بانه و پیرانشهر در نتیجه بسته شدن مرز با عراق می‌گذرد[۲۴۱] و خبرهایی از اعتصاب در مریوان و سردشت و پیوستن شهرهایی دیگر منتشر شد.[۲۴۲]
- ۱۸ اسفند ۱۳۹۶، چند صد تا چندهزار کشاورز اصفهانی که به بی‌آبی معترض بودند، اقدام به تخریب خط لوله آب زاینده رود به یزد کردند که با برخورد نیروهای پلیس مواجه شدند.[۲۴۳]

## معترضان
«در این تظاهرات هیچ نیروی متوازن‌کننده که بتواند نقش واسطه را میان معترضان و حکومت بازی کند وجود نداشته و بنابراین معترضان در وسط خیابان تصمیم می‌گیرند که چه شعاری بدهند و تا کجا پیشروی کنند.» بعضی از دیدگاه‌ها بیان می‌کنند که «دغدغه‌های اصلی تظاهرکنندگان مشکلات روزمرهٔ اقتصادی است» اما بنظر می‌رسد از نظر برخی تظاهرکنندگان «کوچک‌ترین مسائل هم در چارچوب تنگ سیاسی نظام حاکم قابل حل نیستند.»

### خواسته‌ها
دیدگاهی بیان می‌کند که «دغدغه‌های اصلی تظاهرکنندگان مشکلات روزمرهٔ اقتصادی است اما انگار دریافته‌اند کوچک‌ترین مسائل هم در چارچوب تنگ سیاسی نظام حاکم قابل حل نیستند.» محسن کدیور در ۱۱ دی ۱۳۹۶ در یادداشتی در وبگاهش با عنوان «آسیب‌شناسی اعتراضات خیابانی ۹۶» به «هفت درخواست برحق» معترضان اشاره می‌کند:
1. آزادی؛
2. استقلال (نه فقط از آمریکا بلکه از روسیه و چین نیز)؛
3. نفی حکومت آخوندی، دخالت روحانیون در همه جا و همه چیز، قیم بودن روحانیون و محجور بودن ملت که لازمه آن نفی اصل ولایت فقیه از بنیاد است.
4. نفی جمهوری اسلامی و حکومت دینی و دفاع از جمهوری دموکراتیک سکولار و برگزاری رفراندم؛
5. دفاع از هویت و فرهنگ ایرانی، و مقابله با غرب‌زدگی و نادیده گرفتن مفاخر ملی ایرانِ قبل از اسلام (پیش از حملهٔ عرب‌های اسلام‌گرا)؛
6. دفاع از حقوق اساسی و حقوق شهروندی؛
7. انتقاد شدید از سوء تدبیر و بی‌کفایتی مقامات ارشد کشور خصوصاً مقام رهبری و در درجات بعدی، رؤسای قوای سه‌گانه.[۲۴۴]

### شعارها
در این اعتراض‌ها در برخی شهرها به ویژه قم و مشهد، شعارهایی در حمایت از دودمان پهلوی و در مخالفت با انقلاب اسلامی بهمن ۵۷ سر داده شد. ولی اغلب شعارهای معترضان، ضدحکومتی و اقتصادی-معیشتی است. شعار برگزاری رفراندوم «رفراندوم، رفراندوم، این است شعار مردم» به یکی از شعارهای این تظاهرات سراسری تبدیل شده است.«مرگ بر خامنه‌ای»، «مرگ بر روحانی»، «تا حقمو نگیرم هر شب همین بساطه»، «رضاشاه روحت شاد» و «نترسید نترسید ما همه با هم هستیم» از شعارهای برجستهٔ دیگر اعتراضات ۱۳۹۶ ایران است، همچنین شعارنویسی علیه علی خامنه‌ای روی دیوارها بخش برجستهٔ دیگری از اعتراضات است.

#### فهرست برخی از شعارها
- مرگ بر دیکتاتور (رادیو فردا)[۹۷][۲۵۰]
- مرگ بر خامنه‌ای (رادیو فردا)[۲۵۱]
- مرگ بر روحانی (رادیو فردا)[۹۷][۲۵۲]
- مرگ بر روسیه (دویچه وله)[۲۵۳]
- مرگ بر حزب‌الله (در شهر قم؛ صدای آمریکا)[۲۵۴][۲۵۳]
- هم اسلام، هم قرآن، هر دو فدای ایران (مشرق‌نیوز)[۲۵۵]
- اسلام رو پله کردید، مردم رو ذله کردید (رادیو فردا)[۹۷][۲۵۶]
- حسین، حسین، شعارشه؛ تجاوز، افتخارشه! (صدای آمریکا)[۲۵۷]
- سیدعلی حیا کن، مملکتو رها کن (در شهر قم؛ صدای آمریکا، رادیو فردا)[۲۵۸][۲۵۹]
- استقلال، آزادی، جمهوری ایرانی (یورو نیوز)[۲۶۰]
- اصلاح‌طلب، اصولگرا، دیگه تمومه ماجرا (بی‌بی‌سی)[۲۶۱][۲۶۲]
- رهبر فدای ملت (رادیو فردا)[۹۷]
- می‌کشم می‌کشم آن که برادرم کشت[۲۶۳]
- می‌جنگیم، می‌میریم، ایران رو پس می‌گیریم (گویا)[۲۶۴]
- ما آریایی هستیم، عرب نمی‌پرستیم (بی‌بی‌سی)[۱۱۰]
- این است شعار مردم، رفراندوم، رفراندوم (صدای آمریکا)[۲۶۵]
- این‌همه لشکر آمده، علیه رهبر آمده (یورونیوز)[۲۶۶][۲۶۷]
- ای شاه ایران برگرد به ایران. (بی‌بی‌سی)[۱۱۰] (وبسایت ایرانیان انگلستان)[۲۶۸]
- ایران که شاه نداره حساب کتاب نداره. (بی‌بی‌سی)[۱۱۰]
- سوریه را رها کن، فکری به حال ما کن (رادیو فردا)[۲۶۹]
- نه غزه، نه لبنان، جانم فدای ایران (رادیو آزادی)[۲۷۰][۲۷۱]
- شعار هر ایرانی، مرگ بر گرانی[۲۷۲]
- رضاشاه روحت شاد (رادیو آزادی)[۲۷۰]
- شاهنشاه روحت شاد (گویا)[۲۶۴]
- چه اشتباهی کردم که انقلاب کردم (رادیو آزادی)[۲۷۰]
- زندانی سیاسی آزاد باید گردد (رادیو آزادی)[۲۷۰]
- ملت گدایی می‌کند، آقا خدایی می‌کند (رادیو آزادی)[۲۷۰]
- سید علی ببخشین، دیگه باید بلند شین (رادیو فردا)[۲۷۳][۲۷۴]
- پلیس برو دزد رو بگیر (رادیو فردا)[۹۷]
- چه اشتباهی کردیم که انقلاب کردیم (رادیو فردا)[۹۷]
- نترسید نترسید ما همه با هم هستیم[۲۷۵]
- خامنه‌ای قاتله، ولایتش باطله، سید علی بدونه، به زودی سر نگونه (رادیو فردا)[۹۷]
- نان، کار و آزادی (الریاض)[۲۷۶]
- آخوندها حیا کنید، مملکت رو رها کنید (گویا)[۲۶۴]
- کشور ما دزدخونه است، توی جهان نمونه است (گویا)[۲۶۴]
- عزا عزاست امروز، حقوق ملت ما زیر عباست امروز (گویا)[۲۶۴]
- توپ تانک فشفشه، آخوند باید گم بشه (یورونیوز)[۲۶۰]
- جوون بیکار نشسته، آخوند تو کاخ نشسته (یورونیوز)[۲۶۰]

## خشونت‌ها
طبق گزارش رسانه‌های ایران، تا یازدهم دی ماه، در کل ۱۲ تن در جریان اعتراض‌ها کشته شده‌اند. به گفته وبگاهی که مسائل حقوق بشر در شرق کردستان را پوشش می‌دهد در تظاهرات ۹ دی ۱۳۹۶ دورود استان لرستان بر اثر تیراندازی نیروهای امنیتی لرستان ۷ نفر کشته شدند؛ با این حال معاون سیاسی امنیتی استانداری لرستان بدون تأیید این تیراندازی آمار کشته شدگان در شهرستان دورود را ۲ نفر اعلام کرد و آن را با گروه‌های تکفیری و سرویس‌های اطلاعاتی خارجی مرتبط دانست اما سید حمیدرضا کاظمی، نمایندهٔ پل‌دختر لرستان تیراندازی پلیس به متعرضان را تأیید کرد.
هدایت‌الله خادمی نماینده ایذه استان خوزستان کشته شدن دونفر از متعرضان و زخمی شدن تعدادی خوزستانی در شب ۱۰ دی ۱۳۹۶ را تأیید کرد اما از هویت تیراندازان ابراز بی‌اطلاعی کرد.
- اصغر هدایت فرماندار فلاورجان کشته شدن ۶ نفر از متعرضان که به کلانتری قهدریجان در استان اصفهان حمله کرده بودند را تأیید کرد، به گفته او «اغتشاش‌گران تا زمانی که وارد حیاط کلانتری شهر قهدریجان شدند، عوامل کلانتری رأفت خود را نشان دادند اما زمانی که قصد خلع سلاح آن‌ها را داشتند با قاطعیت با اغتشاش‌گران برخورد به عمل آمد.»[۲۸۲] و حسین حسین‌زاده جانشین فرمانده انتظامی استان اصفهان تأیید کرد که در قهدریجان هیچ پلیسی کشته نشده است.[۲۸۳]

### کشته‌شدگان

#### نام برخی از کشته‌شدگان در خیابان
هنوز اطلاعات دقیقی از تعداد و مشخصات دقیق قربانیانی که در تظاهرات کشته شدند وجود ندارد. اسامی برخی از آن‌ها بدین شرح است:
1. محمد چوباک در دورود[۲۸۴]
2. محسن ویرایشی در دورود[۲۸۴]
3. حسین رشنو در دورود[۲۸۴]
4. حمزه لشنی در دورود[۲۸۴]
5. احسان خیری در دورود[۲۸۵]
6. مهدی کهزادی در دورود
7. محسن عادلی در دزفول[۲۸۶]
8. آرش خدری در مسجد سلیمان[۲۸۵]
9. امین رمضانی در مسجد سلیمان[۲۸۵]
10. غلام‌حسین شهاب در قهدریجان[۲۸۵]
11. نعمت‌الله‌شفیعی در قهدریجان[۲۸۵]
12. حسین‌شفیع‌زاده در قهدریجان[۲۸۵]
13. محمد ابراهیمی در قهدریجان[۲۸۵]
14. احمد حیدری در قهدریجان
15. نعمت‌الله صالحی در خمینی شهر[۲۸۵]
16. اصغر هارون رشیدی در خمینی شهر[۲۸۵]
17. شهاب امان‌اللهی در خمینی شهر[۲۸۵]
18. حسن (شاهین) ترکاشوند در کرج که در ۹ دی در اثر اصابت گلوله زخمی شد و در ۲۶ دی ماه جان خود را در بیمارستان باهنر کرج از دست داد.[۲۸۷][۲۸۸]
19. محمد شیرزاد در شاهین‌شهر اصفهان[۲۸۹]

#### دانش آموزان
روزنامه ایران به نقل از توییتی از وزیر آموزش و پرورش نوشت دو نفر از قربانیان دانش‌آموز بوده‌اند آرمین و شایان که آرمین ساکن خمینی شهر بوده که به ضرب گلوله کشته شد.

#### بازداشت شدگان و کشته‌شدگان در زندان
در پی اعتراضات سراسری دی ۱۳۹۶ ایران، ۸٫۰۰۰ (هشت هزار) تن بازداشت شدند.

##### نام برخی از بازداشت‌شدگان و کشته‌شدگان در زندان
- سینا قنبری جوان ۲۳ ساله دستگیرشده در قرنطینه زندان اوین درگذشت. «مراجع اطلاعاتی» مدعی شدند که خودکشی بوده، محمود صادقی با اشاره به تماس دانشجویان و خانواده‌ها تأکید کرد که «مجلس باید» این موضوع را به صورت رسمی بررسی کند، اگرچه تعطیل است و انفرادی پیگیری می‌شود.[۲۹۱]
- وحید حیدری جوان ۲۳ ساله اهل اراک، در زندان این شهر درگذشت. در سه‌شنبه ۱۹ دی، دادستان عمومی و انقلاب استان مرکزی، مرگ دومین بازداشتی اعتراض‌ها در ایران را تأیید و ادعا کرد او نیز خودکشی کرده است.[۲۹۲] کمپین حقوق بشر در ایران به نقل از نزدیکان وحید حیدری گزارش داد که در زمان رویت جنازه، روی سر او آثار ضرب و شتم و کبودی دیده شده است.[۲۹۳]
- آریا روزبهی بابادی، جوانی از طایفه بابادی ایل بختیاری که جنازه وی در ۱۹ دی در رود کارون پیدا شد. وی درطی تظاهرات دی ماه مفقود شده بود.[۲۹۴][۲۹۵]
- سارو قهرمانی جوان ۲۴ ساله اهل سنندج که در ۱۲ دی دستگیر شد و در تاریخ ۲۳ دی ماه جنازه وی برای دفن سریع به خانواده اش تحویل شد. مادر سارو قهرمانی تأکید کرد که بر روی جنازه او آثار ضرب و شتم وجود داشته است.[۲۹۶]
- کیانوش زندی جوان ۲۴ ساله اهل سنندج که بعد از اعلام خبر کشته شدن سارو قهرمانی، توسط اقوام سارو اعلام شد فردی به نام کیانوش زند نیز همانند سارو در زندان و تحت شکنجه کشته شده است.[۲۹۷] در ۳۰ دی ۱۳۹۶ و ۶ روز پس از آنکه سرهنگ بازنشسته نیروی انتظامی و شوهر خاله سارو قهرمانی یعنی محمدرضا آرین، به فرد دیگری به نام کیانوش زند اشاره کرد که همراه با سارو در زندان سنندج جان خود را از دست داده‌بود، کمپین حقوق بشر در ایران اعلام کرد که در گفتگو با خانواده کیانوش زندی، به آن‌ها اعلام شده است که در ۲۳ دی ماه مأموران وزارت اطلاعات با مراجعه به خانه کیانوش زندی، مادر او را برای دفن جسد در قبری که از پیش در در بهشت محمدی سنندج آماده کرده بودند برده و او را دفن کرده‌اند. براساس گفتهٔ خانواده وی، کیانوش در ۱۲ دی مفقود شده بود.[۲۹۸]
- علی پولادی جوان ۲۶ ساله اهل روستای گویتر از توابع بخش مرزن آباد شهرستان چالوس، به ظن تیراندازی توسط نیروی انتظامی دستگیر و در ۲۳ دی ماه به خانواده وی اعلام شد که برای تحویل جنازه وی مراجعه کنند.[۲۹۹]
- سید شهاب الدین ابطحی زاده جوان ۲۰ ساله اهل اراک که در ۱۲ دی دستگیر شد و جنازه وی در ۲۲ دی در مقابل منزلش رها شد. قاسم عبداللهی رئیس کل دادگستری استان مرکزی در ۲۷ دی ماه ضمن تأیید پیدا شدن جنازه این فرد در جمعه ۲۲ دی در یک منزل متروکه در حاشیه شهر اراک، اعلام کردکه با بررسی‌های انجام شده، این فرد به دلیل تزریق مواد مخدر جان خود را از دست داده است.[۳۰۰] بر روی بدن شهاب ابطحی، جراحاتی دیده می‌شد که به نظر می‌رسید بر اثر جراحات باتوم ایجاد شده بود.[۳۰۱]
- مریم (فروزان) جعفرپور جوان ۲۷ ساله دانشجوی مهندسی برق که به نقل از پدرش، در یکی از تجمع‌های اعتراضات سراسری بازداشت می‌شود و سپس جسد او را پس از کالبدشکافی تحویل خانواده می‌دهند.[۳۰۲] فعلاً جزئیات بیشتری از این فرد دردسترس نیست.
- طالب بساطی، کارمند اورژانس شهرستان ملکشاهی و دانشجوی رشته پزشکی دانشگاه ایلام که جنازه وی هشت روز پس از بازداشت در یک‌شنبه ششم اسفند به خانواده وی تحویل شد. به گفته خانوادی وی، در گواهی فوت آقای بساطی ذکر شده بود که وی به دلیل «ترومای مغزی» فوت کرده است.[۳۰۳] پس از انتشار اخبار درگذشت وی در رسانه‌ها، نماینده وقت ایلام اعلام کرد که طالب بساطی بعد از ناآرامی‌های دی ماه بازداشت شده و بر اثر سکته در زندان فوت کرده است.[۳۰۴]
- مهدی صالحی قلعه شاهرخی که در ۱۲ آبان ۹۸ توسط نیروهای امنیتی به دلیل شرکت در اعتراضات دیماه ۹۶ بازداشت شده، و به اعدام و پنج سال حبس تعزیری محکوم شده بود، «بر اثر تزریق داروی اشتباه» به اغما رفته و در ۲۵ فروردین ۱۴۰۱ در زندان خمینی‌شهر اصفهان جان باخت.[۳۰۵]
- شهریار شمس در تجمعات اعتراضی دی ماه ۱۳۹۶ توسط نیروهای امنیتی سپاه پاسداران در تهران بازداشت شد[۳۰۶] و پس از انتقال به بازداشتگاه و تفهیم اتهام و تحمل ۱۰ روز سلول انفرادی با تودیع قرار وثیقه آزاد شد.[۳۰۷][۳۰۸][۱۵۶] او در زمان بازداشت در اعتراضات دی، ۱۸ ساله و دانشجوی ترم اول رشته مکانیک سیالات بود.[۳۰۹]

### اعدام
در پی اعتراضات دی ۱۳۹۶، دست‌کم، چندین تن، توسط نظام جمهوری اسلامی ایران، اعدام شدند؛ از جمله:
- در بهمن ۱۳۹۸، ۵ نفر از بازداشت‌شدگان اعتراضات دی ۱۳۹۶ در اصفهان به نام‌های مهدی صالحی، محمد بسطامی، مجید نظری کندری، هادی کیانی و عباس محمدی هرکدام به ۲ بار اعدام و ۵ سال حبس تعزیری محکوم شدند. به گزارش خبرگزاری رادیو فردا در ۹ مرداد ۱۳۹۹، تماس این ۵ نفر با خانواده‌هایشان قطع شده و باعث نگرانی خانواده‌های آنها که در جلوی زندان مرکزی اصفهان تجمع کرده‌اند، شده است.[۳۱۱]
- مصطفی صالحی از بازداشت‌شدگان اعتراضات دی ۱۳۹۶، که در کهریزسنگ اصفهان بود، در صبح ۱۵ مرداد ۱۳۹۹ اعدام شد. خبرگزاری هرانا به نقل از نزدیکان این زندانی گفته بود صالحی در ۲۴ ساعت اخیر (تا ۱۴ مرداد ۱۳۹۹) با خانواده‌اش تماسی نداشت. برخی گزارش‌ها گفتند صالحی به «قتل» یکی از نیروهای بسیج متهم شده بود اما اتهام‌های او در حالی است که جزئیات مشخصی به‌جز اتهام‌های اولیه ارائه نشده است. اطلاعات مشخص و بیشتری در پی اعلام تشکیل دادگاه ارائه نشد و حتی مشخص نیست چه کسی وکالت او را برعهده داشت.[۳۱۲][۳۱۳]

## رسانه‌ها

### شبکه‌های اجتماعی
شبکه‌های اجتماعی به‌ویژه تلگرام، اینستاگرام و توییتر به ابزار اساسی برای تظاهرات ۱۳۹۶ ایران تبدیل شده‌اند. فراخوان‌های شبکه‌های اجتماعی برای اعتراضات در شهرهای گوناگون ایران پخش شده است. مخالفان معترضان به کشورهای مبدأ ارسال توییت‌های هشتگ #تظاهرات_سراسری اشاره کرده‌اند که برپایهٔ تحلیل‌های trendsmap تا دی ۱۰ دی ۱۳۹۶، ۲۷ درصد هشتگ توییت‌کنندگان این هشتگ از عربستان سعودی، ۲۶ درصد ایران، بریتانیا ۷ درصد، فرانسه ۵ درصد، آلمان ۵ درصد و امارات ۴درصد بوده‌اند.
محمدجواد آذری جهرمی، وزیر ارتباطات ایران، در پی این رویدادها از پاول دورف، مؤسس تلگرام، خواستار مسدودیت کانال آمد نیوز به دلیل «اغتشاش و ترویج مردم به استفاده از سلاح و نارنجک‌های دستی و ایجاد آشوب در تلگرام» شد، درخواست وزیر مورد موافقت تلگرام قرار گرفت و دورف در توییتر خود نوشت که این کانال «اعضای خود را به استفاده از کوکتل مولوتف علیه پلیس تشویق کرد و با استناد به قانون ممنوعیت اشاعه خشونت این کانال مسدود شد.»
در ۱۰ دی رئیس‌جمهور ایران، حسن روحانی، اقدام به ضبط گفتگویی تلویزیونی نمود تا از صدا و سیمای ایران پخش شود و در آن با مردم سخن گوید. وی گفت مردم علاوه بر حل مشکلات اقتصادی خواسته‌های دیگری چون مبارزه با فساد و عدم شفافیت هم دارند و به جز دولت، به دیگر قوا نیز معترضند. وی اعتراض و تظاهرات را حق مردم دانست ولی افزود که دولت تخریب اموال عمومی را تحمل نخواهد کرد.

### سانسور و فیلترینگ
سازمان صدا و سیمای جمهوری اسلامی ایران اعلام کرد «با تصمیم سطوح عالی امنیتی فعالیت تلگرام و اینستاگرام به‌طور موقت محدود می‌شود» و تلگرام و اینستاگرام از دسترس خارج شد.
پاول دورف پس از مسدود شدن تلگرام در ایران، این مسدودیت را از سوی حکومت ایران دانسته و اعلام کرد دلیل این اقدام چنین بود که از او خواستند برخی کانال‌ها که اعتراضات مسالمت‌جویانه را ترویج می‌کردند، مسدود کند ولی تلگرام به چنین کاری تن نداده است. پاول دورف سپس از کار بر روی فیلترشکنی قوی بر روی تلگرام خبر داد. در عین حال شایعاتی مبنی بر فیلتر دائمی تلگرام در ایران توسط ایلنا پخش شد.

### خبرنگاران
معترضان می‌کوشند تا اخبار را مستقیماً با عکس‌برداری و فیلم‌برداری در خیابان‌ها نشان دهند، که برخلاف بیشتر اخبار رسمی خبرگزاری‌ها و مخالفان معترضان است. حساسیت روی خبرگزاری‌های رسمی داخلی بسیار بیشتر از سایر رسانه‌های داخلی است و گزارشی از ابلاغیهٔ مقامات به آنان دربارهٔ عدم پوشش داده شده است. یک گزارشگر شبکه اول تلویزیون سراسری آلمان (ARD) در تهران در ۱۱ دی / ۱ ژانویه بیان کرده که «او و دیگر خبرنگاران خارجی با تضییقات وسیعی برای خبررسانی مواجه هستند و حق نزدیک شدن به مرکز شهر و تجمع‌های اعتراضی را ندارد.» و «او باید اطلاعات خود را از ویدیوهایی به دست آورد که دیگران از محل تهیه کرده‌اند، یا در شبکه‌های اجتماعی موجود است.»

### رسانه‌های خارجی
الیت ایبرامز در مقاله‌ای با عنوان چرا نیویورک‌تایمز از ارزش اعتراضات ایران می‌کاهد؟ به تاریخ ۲۹ دسامبر ۲۰۱۷ گفت که «نیویورک‌تایمز به شکل گمراه‌کننده اعتراضات ایران را پوشش می‌دهد و این شیوه پوشش خبری، از ارزش اعتراضات ایران کاسته و آن را محدود به حوزه اقتصادی می‌کند.» در حالی که از دید او، با توجه با شعارها، بُعد سیاسی این تظاهرات نیز قابل توجه است.
۳۰ دسامبر، خبرگزاری دانشجو با انتشار لوگوی آمدنیوز گفت که عکسی متعلق به سال‌های قبل و حمل یک تانک در یکی از خیابان‌های تهران توسط رسانه‌های معاند منتشر و مدعی انتقال ادوات زرهی برای سرکوب مردم شده‌اند، اگرچه چنین خبری با چنین متنی روی وبگاه آمدنیوز موجود نیست (نبوده یا حذف شده) و کانال این رسانه توسط مدیر تلگرام به خاطر تخلف و تشویق به استفاده از کوکتل مولوتف (ترویج خشونت) با داشتن ۱٫۵ میلیون مخاطب بسته شد اما کانال دیگری باز شد که تا همان ۳۰ دسامبر در مدت کوتاهی به ۶۵۰ هزار عضو رسید و دوباره بسته شد.
یک شخصیت رسانه‌ای مصری در ۳۰ دسامبر پس از گزارش از رویدادهای تظاهرات از رویکرد سوگیرانهٔ الجزیره گفت که از دیدگاه او تنها بر روی حامیان حکومت تمرکز می‌کند نه معترضان.

## پیامدهای اقتصادی
- افزایش بهای نفت به بالاترین نرخ خود از اواسط سال ۲۰۱۵ تاکنون (۹ دی، سومین روز اعتراضات)[۳۳۱] (برخی کارشناسان علت این افزایش را اتفاقات اخیر ایران گزارش کرده‌اند)
- افزایش بهای سکه بهار آزادی به ۱۵۰۶۰۰۰ تومان تا تاریخ چهارشنبه ۱۳ دی ۱۳۹۶ (ششمین روز اعتراضات)[۳۳۲]
- افزایش بهای دلار آمریکا به ۴۴۲۵ تومان تا تاریخ چهارشنبه ۱۳ دی ۱۳۹۶ (ششمین روز اعتراضات)[۳۳۲]
- افزایش بهای ارز یورو به نرخ ۵۵۲۰ تومان تا تاریخ چهارشنبه ۱۳ دی ۱۳۹۶ (ششمین روز اعتراضات)[۳۳۲]

## واکنش‌ها
تظاهرات سراسری شکل گرفته در ایران واکنش‌هایی را در داخل و خارج از ایران به دنبال داشت.

### واکنش‌های داخلی
حامیان دولت کنونی حسن روحانی از دست داشتن محمود احمدی‌نژاد، رئیس‌جمهوری پیشین و حامیان او در سازماندهی این راهپیمایی‌ها می‌گویند. سپاه پاسداران انقلاب اسلامی نیز نسبت به «فتنهٔ جدید» هشدار داد. برخی برگزاری تجمعات مشهد و کرمانشاه را برنامه‌ای از سوی مخالفان حسن روحانی و به‌طور مشخص سپاه می‌دانند. اما معتقدند اکنون کنترل این تجمع‌ها که قرار بود صرفاً محدود به طرح شعارهایی علیه حسن روحانی، رئیس‌جمهوری این کشور باشد از دست طراحان آن خارج شده و به فرصتی تبدیل شده است تا مردم از آن برای طرح مشکلات عمدهٔ خود از جمله مشکلات اقتصادی استفاده کنند.
علی خامنه‌ای رهبر نظام جمهوری اسلامی در نشست هفتگی‌اش با خانوادهٔ شهیدان در ۱۲ دی، در نخستین واکنش به این اعتراضات گفت «در قضایای چند روز اخیر، دشمنان ایران با ابزارهای گوناگونِ در اختیارشان از جمله پول، سلاح، سیاست و دستگاه امنیتی هم‌پیمان شدند تا برای نظام اسلامی مشکل ایجاد کنند.» و افزود «من در خصوص این قضایا حرف‌هایی دارم و در وقت آن با مردم عزیزمان سخن خواهم گفت.»
اسحاق جهانگیری، معاون اول رئیس‌جمهور ایران، در یک سخنرانی در ۸ دی ۱۳۹۶ گفت: «شاخص‌های اقتصادی کشور در وضعیت مناسبی است؛ ولی چند کالا گران شده است که دلایل خود را دارد و دولت هم مکلف است قیمت آن‌ها را اصلاح کند اما مسائل اقتصادی بهانه برخی مسائل شده است. در پشت پرده، مسائل دیگری مطرح است. کسانی که بانی برخی اقدامات علیه دولت شده‌اند، بدانند دود اقدامات آن‌ها به چشم خودشان می‌رود. وقتی حرکت سیاسی در خیابان شروع می‌شود، دیگران بر آن سوار می‌شوند و کسانی که آن حرکت را شروع کرده‌اند، پایان‌دهندهٔ آن نیستند.»
عبدالرضا رحمانی فضلی وزیر کشور در ۱۴ دی ۱۳۹۶ شمار معترضان را «حداکثر ۴۲ هزار نفر» اعلام کرد که حاکمیت تلاش داشته با «بالاترین سطح مدارا و هدایت‌گری» با آنان برخورد کند.
محمدعلی ابطحی سیاستمدار اصلاح‌طلب که در دوران ریاست جمهوری سید محمد خاتمی رئیس دفتر رئیس‌جمهور بود با اشاره به اعتراضات اخیر در برخی شهرهای ایران و حمایت بیگانگان از این اعتراضات گفت: مقامات آمریکایی و اسراییلی و فرح پهلوی و محمد بن سلمان سعودی و تکفیری‌ها با حمایت‌های کورشان بازهم دشمنی‌شان را با ملت ایران آشکار کردند.

### واکنش‌های بین‌المللی
- عفو بین‌الملل با انتشار بیانیه‌ای، بار دیگر بر ضرورت اجرای عدالت در حق ده‌ها تن از معترضان و کشته‌شدگان اعتراضات دی ۱۳۹۶ در سراسر کشور و خانواده‌های آن‌ها تأکید کرد و ابراز داشت که جامعهٔ جهانی باید «چرخهٔ خون‌ریزی توسط مقام‌های ایرانی» را متوقف کند.[۳۴۲]
- امیر خدیر سیاستمدار ایرانی-کانادایی در ۲ ژانویه در بیانهٔ خود با عنوان «مردم ایران به حمایت ما در مقابل دشمنان نیاز دارند»، نوشت: «اعتراضات جدید نسبت به قدرت فاسد ملاها نشان دهنده خشمِ به حقِ محروم‌ترین قشرهای ملت ایران، به ویژه در شهرهای کارگری و مناطقی است که اقلیت‌های قومی و مذهبی زندگی می‌کنند.» در بخش دیگری از بیانیه خود تأکید کرده است: «علاوه بر خشونت‌هایی که از طرف دستگاه سرکوب و شکنجه ملاها وارد می‌شود، خطر مداخله خارجی ایالات متحده و متحدانش، اسرائیل و عربستان سعودی، که از ۲۵ سال پیش تاکنون سیاست بی‌ثباتی در منطقه را ادامه می‌دهند نیز وجود دارد.»[۳۴۳]
- سناتور جمهوریخواه تد کروز در بیانیهٔ ۹ دی اعلام کرد با مردم ایران که علیه «حکومت سرکوبگر و ظالم» تظاهرات کرده‌اند، اعلام همبستگی می‌کند.[۳۴۴] برخی اعضای کنگره مانند پل رایان، اورین هچ و تام کاتن نیز دیدگاه‌های همسو با معترضان داشته‌اند.
- آنتونیو گوترش دبیرکل سازمان ملل متحد نیز روز سه شنبه از افزایش آمار کشته‌ها در تظاهرات ضددولتی ایران ابراز تاسف کرد و از جمهوری اسلامی ایران خواست حق تظاهرکنندگان مسالمت آمیز را به رسمیت بشناسد.[۳۴۵]
- اتحادیه اروپا اعلام کرد که وضعیت را در ایران زیر نظر دارد؛ همچنین انتظار دارد حق تجمع مسالمت‌آمیز رعایت شود.[۳۴۶]
- بیانیه‌ای به نام «فرهیختگان، نویسندگان و آزادگان سوریه» ۱۳ دی/ ۳ ژانویه منتشر شد که در آن از معترضان حمایت نمودند، «از آنجا که ما درخواست‌های زنان و مردان شرکت‌کننده در تظاهرات را درک کرده و چه مطالبات انسانی و چه سیاسی باشند، درخواست‌هایی عادلانه و به حق می‌دانیم، امروز در کنار آزادگانی که در تظاهراتی گسترده به خیابان‌ها آمده و شعار آزادی سر داده و خواستار آزادی نسل‌های جدید از زندان‌های ولی فقیه و شبه‌نظامیان سپاه پاسدارانش شده و درخواست‌هایشان برای کرامت انسانی‌شان را فریاد زده و اصل مشکل منطقه را توضیح می‌دهد، می‌ایستیم.» ۹۲ نفر آن را امضا نمودند از از جمله امضاکنندگان سرشناس این بیانیه برهان غلیون، نوری جراح، جرج صبرا، ریاض نعسان آغا و علی فرزات می‌باشند.[۳۴۷]
- روز چهارشنبه ۱ بهمن ۱۳۹۹ سازمان عفو بین‌الملل در سومین سالگرد اعتراضات سراسری دی ماه ۱۳۹۶ با انتشار بیانیه‌ای اعلام کرد: «به رغم سپری شدن سه سال از آن سرکوب مرگبار مقام‌های ایرانی از انجام تحقیقات کیفری حتی دربارهٔ یک مورد از مجموعه جرایم و تخلفات حقوق بشری ارتکاب یافته شامل کشتارهای ناقض قوانین بین‌المللی، ناپدیدسازی‌های قهری، شکنجه و سایر رفتارهای بیرحمانه، غیرانسانی و تحقیرآمیز توسط نیروهای امنیتی چه در جریان اعتراضات و چه در پی آن خودداری کرده‌اند.»[۳۴۸][۳۴۹]

### دولت‌ها
نیکی هیلی سفیر ایالات متحده آمریکا در سازمان ملل متحد: 
«در آغاز سال نو، امید و دعای ما بدرقهٔ راه میلیون‌ها نفر از مردمی که از دست حکومت‌های سرکوبگر در کره شمالی، ونزوئلا و به خصوص ایران، رنج می‌کشند. جایی که مردم سرکوب شدهٔ ایران، حالا صدایشان را به دست آورده‌اند. حکومت ایران از سوی مردمش در حال آزمایش شدن است. ما دعا می‌کنیم که آزادی و حقوق بشر در این روز، همراه مردم باشد».
- وزیر مشاور در امور خارجهٔ امارات متحدهٔ عربی، انور قرقاش، ۲۸ دسامبر ۲۰۱۷/ ۷ دی ۱۳۹۶ تأکید کرد که این تظاهرات فرصتی برای حمایت از منافع داخلی و توسعه در ایران است و گفت: «مصلحت منطقه و ایران در ساختنِ درون‌کشوری و توسعهٔ آن است نه در ستیزگی با جهان عرب.»[۳۵۱]
- رئیس‌جمهور ایالات متحدهٔ آمریکا، دونالد ترامپ بر حمایت از مردم ایران و اعتراض‌شان، تأکید کرد. همچنین، سارا سندرز، سخنگوی کاخ سفید موضع دولت فدرال ایالات متحدهٔ آمریکا را بیان داشت. وزارت خارجه آمریکا پیش از واکنش سندرز نیز، در بیانیه‌ای خواستار حمایت همهٔ ملت‌ها از «خواسته‌های مردم ایران برای حقوق اولیه‌شان» شد.[۳۵۲]
- وزارت امور خارجه کانادا با انتشار اطلاعیه‌ای در ۳۰ دسامبر از خواسته‌ها و حقوق اساسی مردم ایران حمایت کرد و بیان کرد: «کانادا شاهد است که مردم ایران در حال استفاده از حق اساسی اعتراضِ مسالمت آمیز هستند.» «ما از مقامات ایرانی می‌خواهیم حقوق دموکراتیک و انسانی را حفظ کنند و به آن احترام بگذارند.»[۳۵۳]
- بوریس جانسون، وزیر امور خارجهٔ بریتانیا در توئیتی به تاریخ ۳۱ دسامبر، گفت که «رویدادها در ایران را با نگرانی دنبال می‌کنیم. ضروری است که شهروندان حق اعتراض مسالمت‌آمیز داشته باشند».[۳۵۴]
- پس از آن که دو عضو کابینهٔ دولت اسرائیل با اعلام حمایت خود از اعتراضات سراسری در ایران در صفحه توییتر خود واکنش نشان دادند، نخست‌وزیر بنیامین نتانیاهو در ۳۱ دسامبر/ ۱۰ دی از اعضای کابینه خود خواست در بیان دیدگاهایشان دربارهٔ اعتراضات ایران محتاط بوده و آن‌ها را به «حداقل» برسانند. گیلاد اردان، وزیر امنیت عمومی اسرائیل پیش از این گفته بود: «معترضان ایرانی شجاعانه در برابر حکومتی که میلیاردها دلار از پول خود را صرف کمک به گروه‌های تروریستی بین‌المللی مانند حماس و حزب‌الله می‌کند، ایستاده‌اند.»[۳۵۵]
- دولت آلمان در ۳۱ دسامبر/ ۱۰ دی خواستار احترام دولت ایران به حقوق معترضان شده و از تظاهرکنندگان خواست که به صورت مسالمت‌آمیز خواسته‌هایشان را مطرح کنند.[۳۵۶]
- وزارت خارجهٔ روسیه، در ۳۱ دسامبر/۱۰ دی، توصیه‌هایی را برای اتباع روسیه در ایران ارائه داد که به آن‌ها هشدار داده می‌شود تا از تجمع‌های دسته‌جمعی در ایران در پی تظاهرات‌های مداوم دوری کنند. در بیانیهٔ وزارت خارجهٔ روسیه در صفحهٔ فیسبوکش آمده است: «برخی شهرهای ایران، ازجمله تهران، مشهد، اصفهان و رشت، به‌دلیل نارضایتی اجتماعی ایجادشده در جامعه، شاهد تجمعات اعتراضی و درگیری میان معترضان و پلیس است؛ از شهروندان روسی در ایران می‌خواهیم که ضمن حفظ هوشیاری، از محل تجمعات مردم دوری کنند».[۳۵۷] خبرگزاری اسپوتنیک با عناوینی مانند: «دست داشتن خارجی‌ها در تظاهرات مردمی در ایران» به نقل قول کردن از مقامات ایران پرداخته و به نگرانی وزیر امور خارجه روسیه از دخالت خارجی در ایران اشاره کرده است: «مداخله خارجی در اوضاع ایران غیرقابل قبول است.»[۳۵۸]
- وزارت خارجه نروژ در یک توئیت در ۱ ژانویه اعلام کرد: «تظاهرات در ایران را با نگرانی عمیقی دنبال می‌کنیم. حیاتی است که حقوق اساسی شهروندان برای تظاهرات مسالمت‌آمیز رعایت شود. باید از خشونت و از دست‌رفتن جان‌های بیشتر جلوگیری شود».[۳۵۹]
- بحرین از شهروندان خود خواسته است که به دلیل «ناآرامی‌ها و خشونت گسترده» به ایران «به‌طور دائم و بدون هیچ شرایطی» سفر نکنند. بیانیهٔ وزارت خارجه بحرین در ۱ ژانویه/۱۱ دی از شهروندان خود خواسته که بلافاصله «با مراقبت احتیاط فوق‌العاده» ایران را ترک کند.[۳۶۰]
- یک مسئول در وزارت امور خارجهٔ مصر در ۱ ژانویه ۲۰۱۸ بیان کرد که «مصر از دخالت در امور هر کشور دیگری اجتناب می‌کند و همیشه از کشورهای دیگر خواسته تا در امور مصر نیز دخالت نکنند.» این مقام مصری اشاره کرد که کشورش امیدوار است تا ثبات و امنیت منطقه بر جای بماند و دوری از سیاست دخالت در امور دیگران و تحریک فتنه و هرج و مرج مدنظر باشد.[۳۶۱]
- ترکیه در ۲ ژانویه/ ۱۲ دی خواهان اجتناب از دخالت خارجی در این وقایع شده و ابراز امیدواری کرده است که تنش بیشتری رخ ندهد.[۳۶۲]
- سخنگوی وزارت خارجه چین در ۳ ژانویه/۱۳ دی ۱۳۹۶ گفت پکن «گزارش‌ها در مورد وضعیت ایران را رویت کرده» و «امیدوار هستیم ثبات در ایران حفظ شود و این کشور توسعه پیدا کند». روزنامه‌های رسمی چین هم مقاله‌هایی در مورد اعتراضات ایران منتشر کرده‌اند.[۳۶۳]
- سوریه هرگونه دخالت خارجی در امور داخلی ایران را غیرقابل قبول خواند و ابراز امیدواری کرد که توطئه شکست خواهد خورد.[۳۶۲]
- نوری المالکی معاون رئیس‌جمهور عراق بیان کرد که اعتراض‌های ایران «یک مسئله داخلی است؛ ولی دشمنان ایران و اذناب آن‌ها برای ایجاد آشوب و بی‌ثباتی در این کشور تلاش می‌کنند.» او با حمایت از حاکمیت ایران و محکومیت «هر نوع دخالت خارجی» خواستار «حفظ آرامش و اتخاذ تدابیر مناسب» «به نفع ملت ایران» شد.[۳۶۴]
- طبق اعلام وزارت خارجه فرانسه، مقامات فرانسه با دقت تحولات ایران را پیگیری می‌کنند: «حق اعتراض آزادانه و همچنین برخورداری از جریان آزاد اطلاعات، از حقوق اساسی هستند». فرانسه نگرانی خود را نسبت به‌شمار قابل توجه قربانیان و دستگیرشدگان این حوادث نیز ابراز کرد و اعلام کرد «این موضوعات و به‌طور کلی مسئله احترام به حقوق بشر، در قلب گفتگوها و مراودات ما با مقامات ایرانی طی هفته‌های پیش رو خواهد بود.»[۳۶۵]
- عبدالملک المخلافی، وزیر امور خارجهٔ یمن در دولت عبد ربه منصور هادی در یک سری از توییت‌های منتشر شده در ۲ ژانویه/ ۱۲ دی در حساب توییتر خود از تظاهرات حمایت نمود و آن را «قیام ایران»(انتفاضهٔ ایرانی) نامید که نیاز مردم این کشور به زندگی در صلح و آرامش با مردم منطقه روشن می‌سازد.[۳۶۶]
- آنجلینو آلفانو وزیر خارجه ایتالیا در ۲ ژانویه/۱۳ دی گفت که «با بالاترین دقت، اعتراضات و خواسته‌های تظاهرات‌کنندگان در ایران را دنبال می‌کنیم …باید آزادیهای مسالمت‌آمیز برای بیان و تظاهرات در ایران تضمین شود.»[۳۶۷]
- مارگو والستروم وزیر خارجه سوئد در پیامی گفت: «تظاهرات در ایران را دنبال می‌کنیم. مهم است که از خشونت بیشتر جلوگیری شود. آزادی اجتماع، یک حقِّ اساسی انسانی است». «خشونت رژیم اسلامی باید محکوم شود.»[۳۶۸]

### سازمان‌ها و احزاب
- سازمان جوامع ایرانیان آمریکایی، گروهی هم‌پیمان با شورای ملی مقاومت ایران در ۳۱ دسامبر ۲۰۱۷ در برابر کاخ سفید گرد آمدند و حمایت خود را از معترضان بیان نمودند.[۳۶۹]
- گزارشگران بدون مرز ۱۰ دی در فیس‌بوک خود «محدود کردن دسترسی مردم به اینترنت و نرم‌افزارهای کاربردی چون تلگرام و اینستاگرام را از سوی مقام‌های جمهوری اسلامی ایران» را محکوم کرد و آن را «سرکوب آزادی اطلاع‌رسانی و حق دانستن مردم» دانست.[۳۷۰]
- فدراسیون جهانی جامعه‌های حقوق بشر در ۳ ژانویه ۲۰۱۷/ ۱۳ دی ۱۳۹۶ اعلام کرد که حکومت ایران «باید فوری و بدون قید و شرط کلیهٔ کسانی را که در اعتراض‌های سراسری دستگیرشده‌اند آزاد کند و تحقیقات مستقل و غیر جانبدارانه‌ای را دربارهٔ کلیهٔ اشخاص کشته شده در تظاهرات در پیش بگیرد.»[۶۴]
- حسن نصرالله دبیرکل حزب‌الله لبنان در ۳ ژانویه ۲۰۱۷/ ۱۳ دی ۱۳۹۶ در گفتگو با شبکه المیادین گفت که «مشکل کنونی در ایران مربوط به داخل نظام نیست که جریان‌های مختلف آن به‌طور کامل با یکدیگر متحد شدند، بلکه ناشی از ورشکستگی بانک‌ها و مؤسسه‌ها و تشدید بحران مالی است.»[۳۷۱]
- آنتونیو گوترش دبیرکل سازمان ملل متحد نیز روز سه شنبه از افزایش آمار کشته‌ها در تظاهرات ضددولتی ایران ابراز تاسف کرد و از جمهوری اسلامی ایران خواست حق تظاهرکنندگان مسالمت آمیز را به رسمیت بشناسد.[۳۴۵]
- اتحادیه اروپا اعلام کرد که وضعیت را در ایران زیر نظر دارد؛ همچنین انتظار دارد حق تجمع مسالمت‌آمیز رعایت شود.[۳۴۶]
- بیانیه‌ای به نام «فرهیختگان، نویسندگان و آزادگان سوریه» ۱۳ دی/ ۳ ژانویه منتشر شد که در آن از معترضان حمایت نمودند، «از آنجا که ما درخواست‌های زنان و مردان شرکت‌کننده در تظاهرات را درک کرده و چه مطالبات انسانی و چه سیاسی باشند، درخواست‌هایی عادلانه و به حق می‌دانیم، امروز در کنار آزادگانی که در تظاهراتی گسترده به خیابان‌ها آمده و شعار آزادی سر داده و خواستار آزادی نسل‌های جدید از زندان‌های ولی فقیه و شبه‌نظامیان سپاه پاسدارانش شده و درخواست‌هایشان برای کرامت انسانی‌شان را فریاد زده و اصل مشکل منطقه را توضیح می‌دهد، می‌ایستیم.» ۹۲ نفر آن را امضا نمودند از از جمله امضاکنندگان سرشناس این بیانیه برهان غلیون، نوری جراح، جرج صبرا، ریاض نعسان آغا و علی فرزات می‌باشند.[۳۴۷]
- ائتلاف ملی نیروهای مخالف سوریه در بیانیهٔ ۵ ژانویه، حکومت ایران را به خاطر سرکوب خشن معترضان محکوم کرد، و اعلام کرد که «در کنار مردم ایران می‌ایستند». در این بیانه، حکومت ایران را متهم به اتخاذ سیاست‌هایی کرده که هدفشان «صدور بحران‌های درونی» این کشور به همسایگان و «شعله‌ور کردن آتش جنگ و درگیری» در آن‌هاست.[۳۷۲]

- رئیس‌جمهور ایالات متحدهٔ آمریکا، دونالد ترامپ بر حمایت از مردم ایران و اعتراض‌شان، تأکید کرد. همچنین، سارا سندرز، سخنگوی کاخ سفید موضع دولت فدرال ایالات متحدهٔ آمریکا را بیان داشت. وزارت خارجه آمریکا پیش از واکنش سندرز نیز، در بیانیه‌ای خواستار حمایت همهٔ ملت‌ها از «خواسته‌های مردم ایران برای حقوق اولیه‌شان» شد.[۳۵۲]
- بوریس جانسون، وزیر امور خارجهٔ بریتانیا در توئیتی به تاریخ ۳۱ دسامبر، گفت که «رویدادها در ایران را با نگرانی دنبال می‌کنیم. ضروری است که شهروندان حق اعتراض مسالمت‌آمیز داشته باشند».[۳۵۴]
- وزارت خارجهٔ روسیه، در ۳۱ دسامبر/۱۰ دی، توصیه‌هایی را برای اتباع روسیه در ایران ارائه داد که به آن‌ها هشدار داده می‌شود تا از تجمع‌های دسته‌جمعی در ایران در پی تظاهرات‌های مداوم دوری کنند. در بیانیهٔ وزارت خارجهٔ روسیه در صفحهٔ فیسبوکش آمده است: «برخی شهرهای ایران، ازجمله تهران، مشهد، اصفهان و رشت، به‌دلیل نارضایتی اجتماعی ایجادشده در جامعه، شاهد تجمعات اعتراضی و درگیری میان معترضان و پلیس است؛ از شهروندان روسی در ایران می‌خواهیم که ضمن حفظ هوشیاری، از محل تجمعات مردم دوری کنند».[۳۵۷] خبرگزاری اسپوتنیک با عناوینی مانند: «دست داشتن خارجی‌ها در تظاهرات مردمی در ایران» به نقل قول کردن از مقامات ایران پرداخته و به نگرانی وزیر امور خارجه روسیه از دخالت خارجی در ایران اشاره کرده است: «مداخله خارجی در اوضاع ایران غیرقابل قبول است.»[۳۵۸]
- سخنگوی وزارت خارجه چین در ۳ ژانویه/۱۳ دی ۱۳۹۶ گفت پکن «گزارش‌ها در مورد وضعیت ایران را رویت کرده» و «امیدوار هستیم ثبات در ایران حفظ شود و این کشور توسعه پیدا کند». روزنامه‌های رسمی چین هم مقاله‌هایی در مورد اعتراضات ایران منتشر کرده‌اند.[۳۶۳]
- طبق اعلام وزارت خارجه فرانسه، مقامات فرانسه با دقت تحولات ایران را پیگیری می‌کنند: «حق اعتراض آزادانه و همچنین برخورداری از جریان آزاد اطلاعات، از حقوق اساسی هستند». فرانسه نگرانی خود را نسبت به‌شمار قابل توجه قربانیان و دستگیرشدگان این حوادث نیز ابراز کرد و اعلام کرد «این موضوعات و به‌طور کلی مسئله احترام به حقوق بشر، در قلب گفتگوها و مراودات ما با مقامات ایرانی طی هفته‌های پیش رو خواهد بود.»[۳۶۵]
- وزیر مشاور در امور خارجهٔ امارات متحدهٔ عربی، انور قرقاش، ۲۸ دسامبر ۲۰۱۷/ ۷ دی ۱۳۹۶ تأکید کرد که این تظاهرات فرصتی برای حمایت از منافع داخلی و توسعه در ایران است و گفت: «مصلحت منطقه و ایران در ساختنِ درون‌کشوری و توسعهٔ آن است نه در ستیزگی با جهان عرب.»[۳۵۱]
- وزارت امور خارجه کانادا با انتشار اطلاعیه‌ای در ۳۰ دسامبر از خواسته‌ها و حقوق اساسی مردم ایران حمایت کرد و بیان کرد: «کانادا شاهد است که مردم ایران در حال استفاده از حق اساسی اعتراضِ مسالمت آمیز هستند.» «ما از مقامات ایرانی می‌خواهیم حقوق دموکراتیک و انسانی را حفظ کنند و به آن احترام بگذارند.»[۳۵۳]
- پس از آن که دو عضو کابینهٔ دولت اسرائیل با اعلام حمایت خود از اعتراضات سراسری در ایران در صفحه توییتر خود واکنش نشان دادند، نخست‌وزیر بنیامین نتانیاهو در ۳۱ دسامبر/ ۱۰ دی از اعضای کابینه خود خواست در بیان دیدگاهایشان دربارهٔ اعتراضات ایران محتاط بوده و آن‌ها را به «حداقل» برسانند. گیلاد اردان، وزیر امنیت عمومی اسرائیل پیش از این گفته بود: «معترضان ایرانی شجاعانه در برابر حکومتی که میلیاردها دلار از پول خود را صرف کمک به گروه‌های تروریستی بین‌المللی مانند حماس و حزب‌الله می‌کند، ایستاده‌اند.»[۳۵۵]
- دولت آلمان در ۳۱ دسامبر/ ۱۰ دی خواستار احترام دولت ایران به حقوق معترضان شده و از تظاهرکنندگان خواست که به صورت مسالمت‌آمیز خواسته‌هایشان را مطرح کنند.[۳۵۶]
- وزارت خارجه نروژ در یک توئیت در ۱ ژانویه اعلام کرد: «تظاهرات در ایران را با نگرانی عمیقی دنبال می‌کنیم. حیاتی است که حقوق اساسی شهروندان برای تظاهرات مسالمت‌آمیز رعایت شود. باید از خشونت و از دست‌رفتن جان‌های بیشتر جلوگیری شود».[۳۵۹]
- بحرین از شهروندان خود خواسته است که به دلیل «ناآرامی‌ها و خشونت گسترده» به ایران «به‌طور دائم و بدون هیچ شرایطی» سفر نکنند. بیانیهٔ وزارت خارجه بحرین در ۱ ژانویه/۱۱ دی از شهروندان خود خواسته که بلافاصله «با مراقبت احتیاط فوق‌العاده» ایران را ترک کند.[۳۷۳]
- یک مسئول در وزارت امور خارجهٔ مصر در ۱ ژانویه ۲۰۱۸ بیان کرد که «مصر از دخالت در امور هر کشور دیگری اجتناب می‌کند و همیشه از کشورهای دیگر خواسته تا در امور مصر نیز دخالت نکنند.» این مقام مصری اشاره کرد که کشورش امیدوار است تا ثبات و امنیت منطقه بر جای بماند و دوری از سیاست دخالت در امور دیگران و تحریک فتنه و هرج و مرج مدنظر باشد.[۳۶۱]
- ترکیه در ۲ ژانویه/ ۱۲ دی خواهان اجتناب از دخالت خارجی در این وقایع شده و ابراز امیدواری کرده است که تنش بیشتری رخ ندهد.[۳۶۲]
- بشار اسد هرگونه دخالت خارجی در امور داخلی ایران را غیرقابل قبول خواند و ابراز امیدواری کرد که توطئه شکست خواهد خورد.[۳۶۲]
- نوری المالکی معاون رئیس‌جمهور عراق بیان کرد که اعتراض‌های ایران «یک مسئله داخلی است؛ ولی دشمنان ایران و اذناب آن‌ها برای ایجاد آشوب و بی‌ثباتی در این کشور تلاش می‌کنند.» او با حمایت از حاکمیت ایران و محکومیت «هر نوع دخالت خارجی» خواستار «حفظ آرامش و اتخاذ تدابیر مناسب» «به نفع ملت ایران» شد.[۳۶۴]
- عبدالملک المخلافی، وزیر امور خارجهٔ یمن در دولت عبد ربه منصور هادی در یک سری از توییت‌های منتشر شده در ۲ ژانویه/ ۱۲ دی در حساب توییتر خود از تظاهرات حمایت نمود و آن را «قیام ایران»(انتفاضهٔ ایرانی) نامید که نیاز مردم این کشور به زندگی در صلح و آرامش با مردم منطقه روشن می‌سازد.[۳۶۶]
- آنجلینو آلفانو وزیر خارجه ایتالیا در ۲ ژانویه/۱۳ دی گفت که «با بالاترین دقت، اعتراضات و خواسته‌های تظاهرات‌کنندگان در ایران را دنبال می‌کنیم …باید آزادیهای مسالمت‌آمیز برای بیان و تظاهرات در ایران تضمین شود.»[۳۶۷]
- کارین کنایسل وزیر خارجهٔ اتریش در گفتگویی با Österreich در ۲ ژانویه بیان نمود که قصد مداخله و اظهارنظر دربارهٔ مسائل داخلی ایران را ندارد. «اما حق ابراز اعتراض و برگزاری تظاهرات باید وجود داشته باشد و همچنین باید به آزادی ابراز عقیده احترام گذاشته شود.»[۳۷۴]
- مارگو والستروم وزیر خارجه سوئد در پیامی گفت: «تظاهرات در ایران را دنبال می‌کنیم. مهم است که از خشونت بیشتر جلوگیری شود. آزادی اجتماع، یک حقِّ اساسی انسانی است». «خشونت رژیم اسلامی باید محکوم شود.»[۳۶۸]
- رمضان قدیروف رئیس جمهوری چچن در ۵ ژانویه در صفحه خود در توییتر از بیانیه دونالد ترامپ، رئیس‌جمهور آمریکا دربارهٔ قصد وی برای کمک به معترضان در «وقت مناسبت» انتقاد کرد و گفت که ایالات متحده دارد برای ایران «اسب تروا» آماده می‌کند، «قبلاً ملت‌های لیبی، سوریه، عراق، افغانستان، صربستان، ویتنام و غیره چنین کمک مؤثری را دریافت کرده بودند.»[۳۷۵]
- نیچروان بارزانی روز ۱۷ دی، گفت: «متهم کردن اربیل به دست داشتن در اعتراضات اخیر ایران، یک اتهام کمدی است و ما در امور داخلی ایران دخالت نمی‌کنیم». سفین دزی، سخنگوی رسمی دولت اقلیم کردستان عراق، نیز اتهام نقش داشتن اربیل در تجمع‌های اعتراضی در ایران را «جعلی و دور از حقیقت» خواند.[۳۷۶][۳۷۷]

- رضا پهلوی در گفتگو با خبرگزاری رویترز گفت که دولت آمریکا باید شرکت‌های ارتباطی و اینترنتی را به ارائه خدمات به ایرانیان معترض تشویق نماید. پیرو این خبر پائولو کوئلیو که ناشر رسمی وی در ایران با عنوان «یک فراری ضدانقلاب» مجوز فعالیت ندارد، ساعت ۱۱ صبح ۴ ژانویه در توئیتی جنجالی با لحنی تند نسبت به رضا پهلوی از ساواک و همچنین کودتای ۲۸ مرداد ۱۳۳۲ یاد کرد. وی که ۱۴ و نیم میلیون دنبال‌کننده دارد (از جمله باراک اوباما) این توئیت او تا ۵ ژانویه ۳هزار بار پسندیده و ۸۷۴ بار ری‌توییت شد.[۳۷۸] رضا پهلوی ۶ ژانویه در مصاحبه با بی‌بی‌سی فارسی در پاسخ به این سؤال که «آیا خود را رهبر اعتراضات کنونی می‌داند؟» گفت: در طول تاریخ هیچ رهبری ادعای رهبری نکرده است بلکه مردم رهبران خودشان را انتخاب می‌کنند و اینکه تلاش او بر این متمرکز است که کار درست را انجام دهد و انتخاب با مردم است.[۳۷۹]
- سازمان جوامع ایرانیان آمریکایی، گروهی هم‌پیمان با شورای ملی مقاومت ایران در ۳۱ دسامبر ۲۰۱۷ در برابر کاخ سفید گرد آمدند و حمایت خود را از معترضان بیان نمودند.[۳۶۹]
- گزارشگران بدون مرز ۱۰ دی در فیس‌بوک خود «محدود کردن دسترسی مردم به اینترنت و نرم‌افزارهای کاربردی چون تلگرام و اینستاگرام را از سوی مقام‌های جمهوری اسلامی ایران» را محکوم کرد و آن را «سرکوب آزادی اطلاع‌رسانی و حق دانستن مردم» دانست.[۳۷۰]
- فدراسیون جهانی جامعه‌های حقوق بشر در ۳ ژانویه ۲۰۱۷/ ۱۳ دی ۱۳۹۶ اعلام کرد که حکومت ایران «باید فوری و بدون قید و شرط کلیهٔ کسانی را که در اعتراض‌های سراسری دستگیرشده‌اند آزاد کند و تحقیقات مستقل و غیر جانبدارانه‌ای را دربارهٔ کلیهٔ اشخاص کشته شده در تظاهرات در پیش بگیرد.»[۶۴]
- عفو بین‌الملل در بیانیهٔ ۴ ژانویه ۲۰۱۸/ ۱۴ دی ۱۳۹۶ خود از مقامت ایران خواست تا به آنچه «سرکوب بیرحمانه تظاهرکنندگان در ایران» نامیده پایان دهد. در این بیانیه خواسته شده که به دستگیری تظاهرکنندگان پایان دهد و تحقیقات مستقلی دربارهٔ کشته‌شدگان آغاز شود، این بیانیه با اشاره به بازداشت بیش از هزار نفر می‌گوید: «این افراد در معرض خطر بدرفتاری و شکنجه قرار دارند و بسیاری از آن‌ها از ارتباط با خانواده یا دسترسی به وکیل محروم هستند.» عفو بین‌الملل همچنین از دولت ایران خواست تا دربارهٔ کشته شدن دستکم ۲۲ نفر در اعتراضات یک هفته گذشته «به سرعت تحقیقات مؤثر و مستقلی را آغاز کند و همه کسانی را که مسئول نقض حقوق بشر بودند، مجازات کند.»[۳۸۰]
- حزب‌الله لبنان، حسن نصرالله دبیرکل این حزب در ۳ ژانویه ۲۰۱۷/ ۱۳ دی ۱۳۹۶ در گفتگو با شبکه المیادین گفت که «مشکل کنونی در ایران مربوط به داخل نظام نیست که جریان‌های مختلف آن به‌طور کامل با یکدیگر متحد شدند، بلکه ناشی از ورشکستگی بانک‌ها و مؤسسه‌ها و تشدید بحران مالی است.»[۳۷۱]